# Вроцлав
Вро́цлав (заст. укр. Бреславль; пол. Wrocław, чеськ. Vratislav, лат. Wratislavia або пол. Vratislavia, нім. Breslauⓘ, угор. Boroszló, до 1945 — Бреслав або Бреслау) — місто в Польщі, у Нижній Сілезії, столиця Сілезії, адміністративний центр Нижньосілезького воєводства. Одне з найбільших і найстаріших міст Польщі. У 2016 році місто було культурною столицею Європи. Вроцлав був господарем УЄФА Євро 2012, у 2017 році в місті відбулись Всесвітні Ігри. Місто складається з 48 садиб. На 2024 рік, чисельність населення Вроцлава становить 673 531 в зоні міста (1.25 млн в метрополії Вроцлава), що робить місто третім найбільшим у Польщі.
Історія міста налічує понад тисячу років: у різний час воно було частиною Польського королівства, Богемського королівства, Угорського королівства, Габсбурзької монархії, Прусського королівства та Німеччини.

## Походження назви
За легендою місто було засноване чеським князем Вратиславом I (правив у 915—921 роках) і вперше записане під цією назвою в 1000 році. Ранні записи свідчать, що середньовічна назва міста була Vratislav у чеських джерелах і Wrocisław у польських. Пізніше поляки спростили вимову від Wrocisław до Wrocław.

## Історія

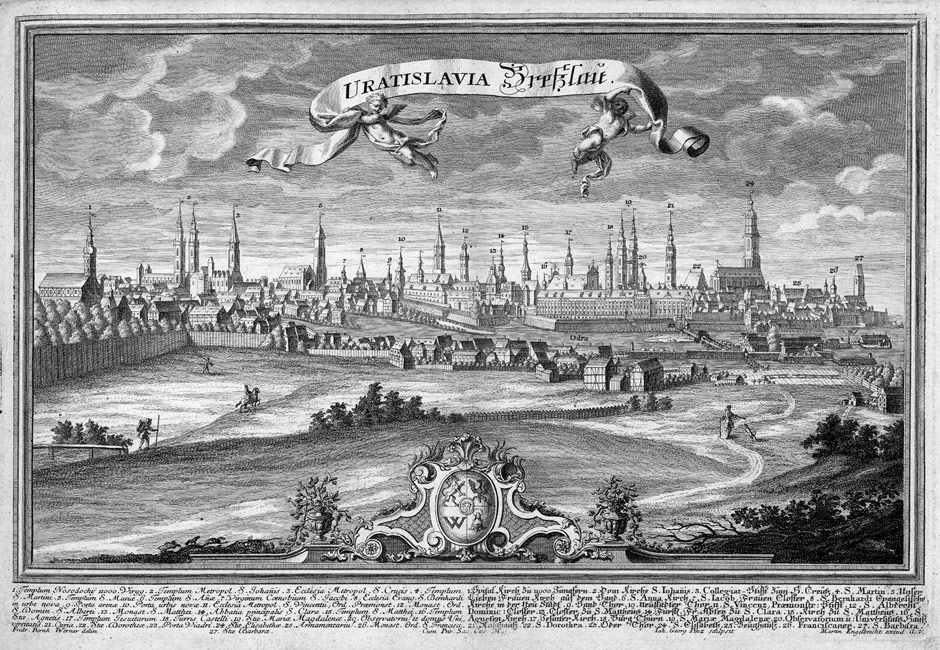
Вроцлав у 1736

Територія, на якій розташований сучасний Вроцлав, вперше була згадана відомим географом Тацитом у 98 році. Клавдій Птолемей вперше згадує цю землю в 150 році у знаменитій праці «Стародавня Германія» (лат. Germania Magna).
Пізніше сюди прийшло одне з племен вандалів — сілінги, від якого імовірно і пішла назва навколишньої місцевості.
Безпосередньо саме місто Вроцлав ймовірно виникло в період з 915 по 921 рік з ініціативи чеського князя Вратислава I. На той час тут мешкало західнослов'янське плем'я слензян, які й заснували поселення на Острові Тумському, у місці злиття трьох приток Одри.
Найстаріша офіційна писемна згадка про Вроцлав — у папській буллі, яку датують 1000 роком. У ній Вроцлав визначався як місце перебування вроцлавського єпископа.
З кінця X століття Вроцлав перебував під пануванням Польщі. У 1109 році на околицях міста війська польського князя Болеслава Кривоустого виграли битву, яка в наш час відома як Битва на Псячому полі, у військ німецького короля Генріха V. В наш час, місце, де, ймовірно, відбулася битва, знаходиться на території Вроцлава, а житловий мікрорайон, який там розміщується має назву Псяче поле.
Під час татаро-монгольської навали, у 1241 році, місто зазнало часткових руйнувань. Після цього, домінуючу роль у розбудові міста перейняли німецькі колоністи. У другій половині XIII століття місто вже мало цегляні мури та рів.
1261 року місто отримало магдебурзьке право.
У 1335 році, після бездітної смерті вроцлавського князя Генріха VI Доброго, містом та князівством заволоділо Богемське королівство. У XV столітті місто переживало розквіт, пов'язаний із торгівлею. У 1474 році Вроцлав було включено до Ганзейської унії.
У 1526 році, після смерті чеського короля Людовика II Ягеллончика, Вроцлав, разом із Сілезією, перейшов під панування Габсбургів.
На межі XV і XVI століть було здійснено чергову перебудову міських фортифікацій.
Під час Реформації, більша частина мешканців міста перейшла у протестантизм. Завдяки підтриманню нейтралітету під час Тридцятилітньої війни місту вдалося уникнути серйозних руйнувань.
Після Війни за австрійську спадщину, у 1741 році Вроцлав було приєднано до Пруссії (Австрія відмовилася від прав на нього тільки в 1764 році).
Під час наполеонівських воєн місто стало ареною активних дій. У 1807 році його захопили французькі війська, після чого було знищено міські фортифікації. У цей час місто було одним із центрів німецького патріотичного руху, тут збирався Лютцовський добровольчий корпус, а король Фрідріх Вільгельм III проголосив про оголошення війни Франції в 1813 році.
У XIX столітті посилилося промислове значення Вроцлава і Сілезії у цілому; місто стало текстильною столицею Німеччини і важливим транспортним вузлом. У 1842 році було відкрито першу ділянку залізничної колії (Вроцлав — Олава). Згодом місто отримало залізничне сполучення з низкою інших міст. На межі XIX і XX століть місто стало також важливим річковим портом. У 1877 році у Вроцлаві було запущено перші лінії кінних трамваїв, які починаючи з 90-их років XIX століття, разом з електрифікацією, поступово замінювали на електричні трамваї.
Переважну більшість населення міста в цей час становили німці. Так, у 1904 році з 471 тисяч мешканців міста тільки 6 тис. становили євреїв і ще 20 тис. — поляки.
Під час Першої світової війни місто лежало поодаль від лінії бойових зіткнень, завдяки чому уникнуло серйозних руйнувань.
У Веймарській республіці місто стало адміністративним центром нової провінції Нижня Сілезія (1919). У 1924—1928 роках було розширено адміністративні межі міста.
Під час так званої «Кришталевої ночі», з 9 на 10 листопада 1938 року, в місті було знищено багато будинків та крамниць євреїв, а також спалено Нову синагогу.

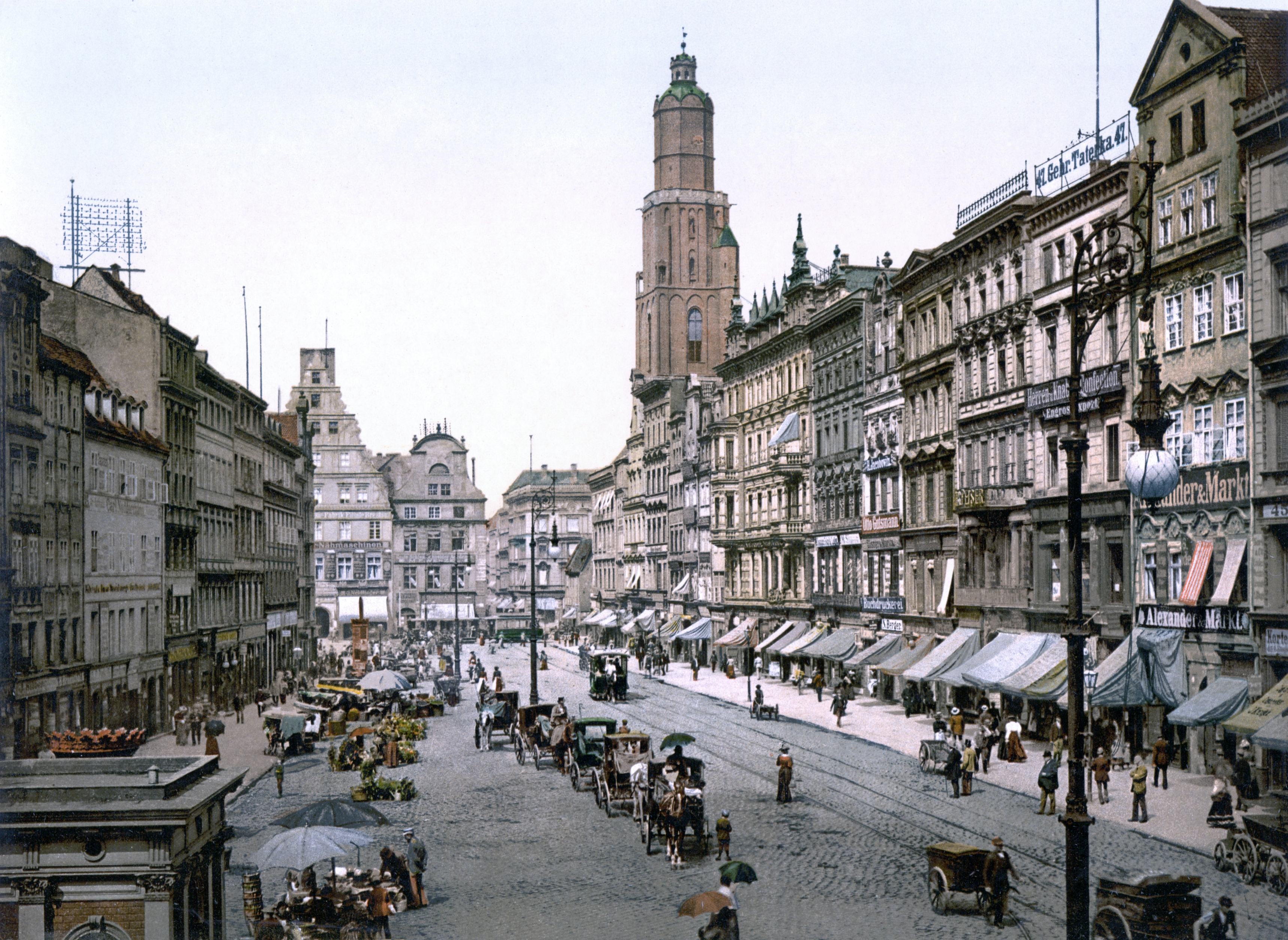
1890–1900

У нацистський період (з 1933) був змінений герб міста, а багато передмість і райони, що мали слов'янські назви, перейменовані. Польську, чеську, єврейську меншини переслідували і депортували в концтабори.
У ході Другої світової війни, у 1944 році, до міста було евакуйовано значну кількість мирного населення та промислових об'єктів. Так, наприкінці 1944 року тут перебувало близько 1 млн осіб.
Із наближенням лінії фронту до міста німецька влада оголосила його «фортецею». Облога міста радянськими військами розпочалася в лютому 1945 року.

### Після Другої світової війни
Місто стало одним з небагатьох, які чинили завзятий опір наступаючим частинам Червоної Армії навесні 1945 року. 4 травня 1945 року натхненник оборони Бреслава гауляйтер Карл Ганке був евакуйований з міста літаком, щоб зайняти пост рейхсфюрера СС замість зміщеного Гіммлера. Через тиждень він пропав безвісти в районі Праги. 6 травня комендант Бреслау, генерал піхоти Герман Нігофф, підписав акт про капітуляцію.
Після Другої світової війни місто перейшло від Німеччини до Польщі, відповідно до територіальних змін, визначених Потсдамською угодою. Мешканці міста, які не втекли або благополучно повернулися до рідного міста після офіційного закінчення війни, були виселені між 1945 і 1949 роками відповідно до Потсдамської угоди та були поселені в радянській окупаційній зоні або в окупаційних зонах союзників на решті території Німеччини. Остання довоєнна німецька школа в місті була закрита в 1963 році.

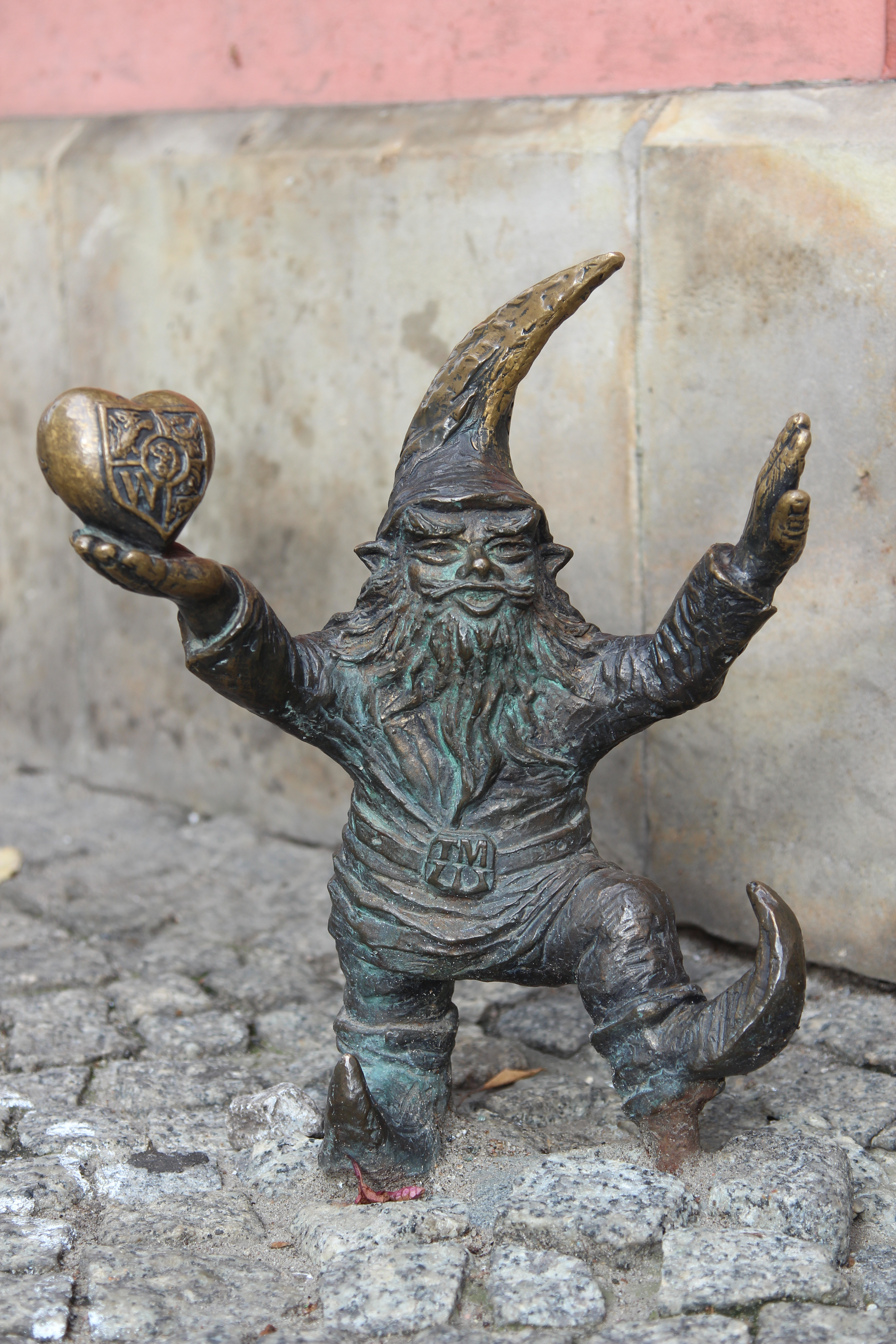
Вроцлавський гном

У серпні 1945 у місті було 189 500 німців і лише 17 000 поляків. Між 1945 і 1949 роками більшість німців було виселено до частини Німеччини, яку контролював Радянський Союз. Водночас місто почали заселяти переселенцями-поляками з України (Львів, Волинська область) та Литви (Віленський край). Таким чином на 2010 рік у місті лишилося лише близько 1000 німців (2 % населення), таким чином співвідношення німців до поляків стало прямо протилежним до того, яким було 100 років тому.
Сліди німецького минулого, такі як написи та знаки, були видалені. Зі Львова до Вроцлава було привезено частину важливої для польської національної колекції Ossolineum та полотно Рацлавицької панорами. Після отримання влади комуністами в 1948 році почалася насильна комунізація суспільства, держави та економіки. У Вроцлаві були організовані великі пропагандистські заходи, такі як виставка відновлених територій (1948 р.) або Всесвітній конгрес інтелектуалів на захист миру, на який прибули делегати з 46 країн. Протягом багатьох років технічні та матеріальні ресурси Вроцлава розглядалися як резервуар для земель центральної Польщі.
Наприкінці 1950-их років Вроцлав відновив свій соціально-економічний потенціал, ставши одним із найважливіших господарських, культурних і наукових центрів Польщі.
У 1980 році на теренах Вроцлава проходили страйки і маніфестації, а вже у 1981 році тут виник рух Помаранчева Альтернатива. Діяльність останнього, у 2000-их роках надихнула мешканців та владу міста встановлювати у місті бронзові статуетки-гномів, які зараз є своєрідною візитівкою міста.
У 1983 році місто відвідав Папа Римський Іван Павло II. У 1985 році у Вроцлаві було відкрито для огляду відреставровану Рацлавицьку панораму.
У 1990 році місту було повернено його історичний герб.
Після системних трансформацій 1989—1990 років місто почало стрімко розвиватися.
В 1997 році У Вроцлаві відбувся 46-ий Міжнародний євхаристичний конгрес, в якому взяв участь Папа Римський Іван Павло II. У тому ж році місто сильно постраждало від повені (повінь тисячоліття), під час якої 56 жителів Польщі втратили своє життя, 7 тисяч — свої домівки і близько 40 тисяч — усе своє майно. Під час повені 40 % загальної площі міста Вроцлав опинилося під водою.
У 2000 році відбулися урочисті святкування тисячоліття Вроцлава, у 2012 році місто було одним із польських міст, що приймали Чемпіонат Європи з футболу, у 2016 році місто було Культурною столицею Європи.

## Географія
Вроцлав розміщений у Центральній Європі, у Нижній Сілезії, на північ від Судетів. Тут протікають п'ять річок — (Одра та 4 її притоки). До Другої світової війни в місті існували 303 мости (відповідно до сучасних критеріїв), на сьогодні їх залишилось 117. У місті 12 островів, на острові Тумському і було засноване місто.

### Клімат
| Клімат Вроцлава                            | Клімат Вроцлава | Клімат Вроцлава | Клімат Вроцлава | Клімат Вроцлава | Клімат Вроцлава | Клімат Вроцлава | Клімат Вроцлава | Клімат Вроцлава | Клімат Вроцлава | Клімат Вроцлава | Клімат Вроцлава | Клімат Вроцлава | Клімат Вроцлава |
| Показник                                   | Січ.            | Лют.            | Бер.            | Квіт.           | Трав.           | Черв.           | Лип.            | Серп.           | Вер.            | Жовт.           | Лист.           | Груд.           | Рік             |
| Абсолютний максимум, °C                    | 19,7            | 20,1            | 25,4            | 32,0            | 34,4            | 38,0            | 37,9            | 39,0            | 35,3            | 28,1            | 22,0            | 19,0            | 39,0            |
| Середній максимум, °C                      | 3               | 5               | 9               | 14              | 20              | 23              | 25              | 25              | 19              | 14              | 7               | 3               | 14,0            |
| Середній мінімум, °C                       | −4              | −3              | −1              | 3               | 8               | 11              | 13              | 13              | 9               | 5               | 0               | −3              | 5,0             |
| Абсолютний мінімум, °C                     | −30             | −29,2           | −23,9           | −8              | −2,1            | 1,1             | 5,0             | 3,4             | −2              | −6              | −15,4           | −22,7           | −30             |
| Середня кількість сонячних годин на місяць | 54              | 74              | 125             | 204             | 250             | 251             | 251             | 247             | 166             | 119             | 67              | 47              | 1855            |
| Норма опадів, мм                           | 30              | 32              | 39              | 38              | 54              | 69              | 75              | 65              | 43              | 38              | 41              | 38              | 566             |
| Днів з опадами                             | 14              | 12              | 12              | 10              | 13              | 12              | 14              | 13              | 11              | 13              | 15              | 12              | 151             |
| Вологість повітря, %                       | 81              | 84              | 76              | 69              | 66              | 70              | 71              | 71              | 75              | 78              | 83              | 85              | 76              |
| ------------------------------------------ | --------------- | --------------- | --------------- | --------------- | --------------- | --------------- | --------------- | --------------- | --------------- | --------------- | --------------- | --------------- | --------------- |
| Джерело:                                   |                 |                 |                 |                 |                 |                 |                 |                 |                 |                 |                 |                 |                 |

## Населення
На початку 19 століття в місті проживало 78 тис. осіб (дані 1819 року). У середині століття чисельність населення перевищувала 150 тис., у 1870 р. — 200 тис. Об'єднання Німеччини в 1871 році сприяло швидкому зростанню населення міста. На початку 20 століття у Вроцлаві проживало понад півмільйона людей (за списком Гайнца Рогманна 1937 року, у 1910 році у місті проживало 512 105 осіб, а в додатку до енциклопедії Оргельбранда — 510 929 осіб). Вроцлав став шостим за кількістю населення містом Німецької імперії. Згідно з німецьким переписом 1910 року (польські та деякі німецькі історики вважають цей перепис, як і інші німецькі переписи першої половини 19 століття, неточним і фальшивим) у Вроцлаві було 95,71 % німців, 2,95 % поляків, 0,67 % польсько-німецького змішаного населення, 0,67 % чехів.
Перед Другою світовою війною чисельність жителів досягла майже 630 тис., а на 1 грудня 1940 р. — 638 905; у січні 1945 р. разом з біженцями зі східних територій Рейху вона перевищила 1 млн осіб. У період із середини січня до початку лютого близько 700 000 людей були примусово евакуйовані на захід за наказом гауляйтера Ханке. Через рік після закінчення війни перепис зафіксував 170 тис. жителів. У 1983 році місто досягло рівня населення 1939 року.
З часів російської агресії та війни на Донбасі, тобто приблизно з 2014 року, кількість українців у Вроцлаві постійно зростала, і у 2017 році українці становили близько 10 % населення. Цей відсоток значно зріс після повномасштабного російського вторгнення в Україну. Згідно зі звітом Союзу польських митрополій, у квітні 2022 року українці становили 23 % мешканців Вроцлава. У липні того ж року частка українців становила 28 %.

### Демографічна структура станом на 31 березня 2011 року[1]
|          | Загалом | Допрацездатний вік | Працездатний вік | Постпрацездатний вік |
| -------- | ------- | ------------------ | ---------------- | -------------------- |
| Чоловіки | 294251  | 47011              | 210574           | 36666                |
| Жінки    | 335880  | 44898              | 203345           | 87637                |
| Разом    | 630131  | 91909              | 413919           | 124303               |

### Населення за роками
| 1800    | 1829    | 1831    | 1840    | 1850    | 1852    | 1880    | 1900    | 1910    | 1925    | 1933    | 1939    | 1946    |
| ------- | ------- | ------- | ------- | ------- | ------- | ------- | ------- | ------- | ------- | ------- | ------- | ------- |
| 064.500 | 084.904 | 089.500 | 100.000 | 114.000 | 121.100 | 272.900 | 422.700 | 510.000 | 555.200 | 625.200 | 629.600 | 171.000 |

| 1956    | 1960    | 1965    | 1967    | 1970    | 1975    | 1980    | 1990    | 1999    | 2003    | 2006    | 2008    | 2014    |
| ------- | ------- | ------- | ------- | ------- | ------- | ------- | ------- | ------- | ------- | ------- | ------- | ------- |
| 400.000 | 431.800 | 475.000 | 487.700 | 526.000 | 579.900 | 617.700 | 640.600 | 650.000 | 638.000 | 635.200 | 632.200 | 633 105 |

## Культура

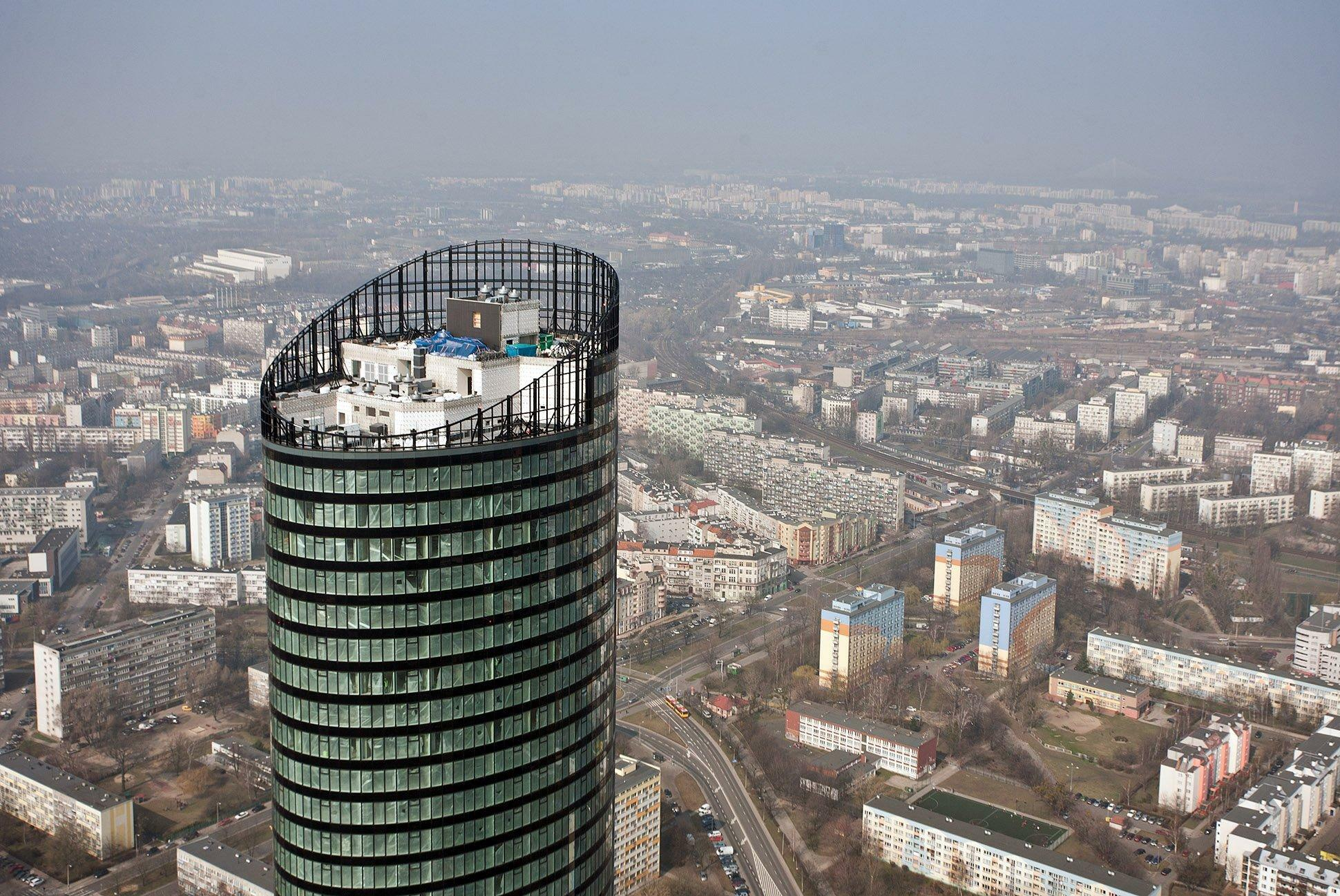
Вроцлав

Вроцлав є унікальним європейським містом зі змішаною спадщиною. На архітектуру міста вплинули богемські, австрійські та прусські традиції, такі як сілезька готика та її бароко в стилі Габсбурзької Австрії (Фішер фон Ерлах). У Вроцлаві є багато відомих будівель німецьких архітекторів-модерністів, зокрема знаменита Зала Століття (Hala Stulecia або Jahrhunderthalle; 1911—1913), спроєктована Максом Бергом.
У місті з 1991 року виходить щоквартальник «Głos Buczaczan» (редактором був, зокрема,— доктор Владислав Шкляр (†10.10.2013)), у якому, зокрема, публікуються спогади, матеріали з історії галицького міста.
У 1989, 1995 та 2019 роках Вроцлав приймав Європейські молодіжні зустрічі спільноти Тезе, Євхаристійний конгрес у 1997 році та Чемпіонат Європи з футболу 2012 року. У 2016 році місто було культурною столицею Європи та всесвітньою столицею книги. Того ж року у Вроцлаві відбулися Театральна Олімпіада, Всесвітні ігри з бриджу та Європейська кінопремія. 2017 року місто приймало щорічну конференцію IFLA та Всесвітні ігри. 2019 року Вроцлав назвали містом літератури ЮНЕСКО.
Вроцлав увійшов до 100 найкращих міст світу за опитуванням Mercer Quality of Living Survey 2015, 2016, 2017, 2019 і до 100 найрозумніших міст світу за звітом IESE Cities in Motion Index 2017 та 2019. У лютому 2021 року fDi Intelligence опублікував звіт «Глобальні міста майбутнього 2021/2022», у якому Вроцлав посідає 1 місце серед усіх середніх і малих міст світу.

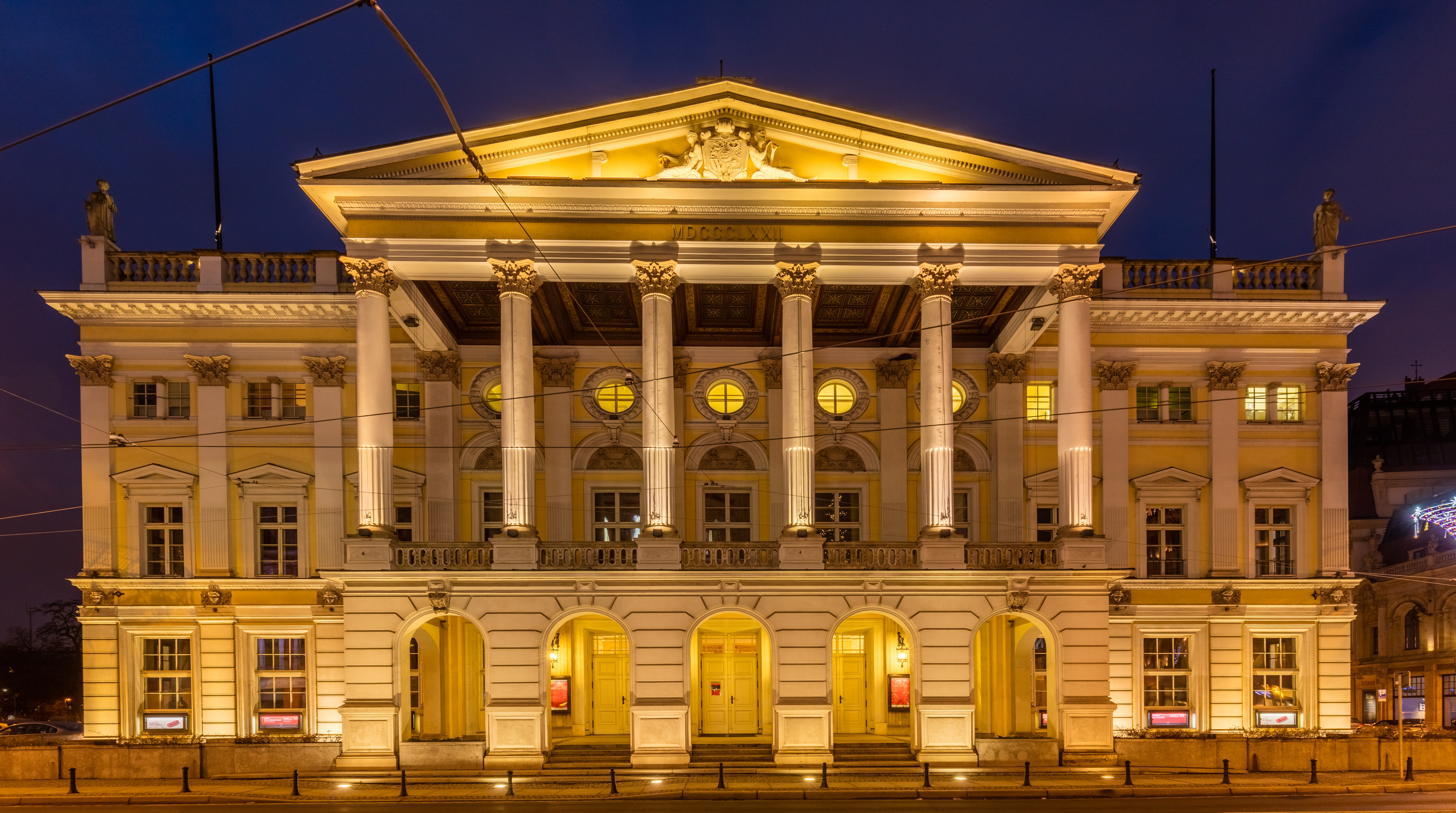
Вроцлавська опера

### «Рацлавицька панорама»
Це один з найпопулярніших туристичних об'єктів, ротонда, у якій по колу натягнуте живописне полотно заввишки 15 метрів, завдовжки 114 та діаметром 38 метрів. На ньому зображена битва 4 квітня 1794 року під Рацлавицями (неподалік Кракова), у якій польські повстанці з озброєними косами селянами під проводом національного героя Тадеуша Костюшка розбили царські війська на чолі з генералом Олександром Тормасовим.
Картину створили спеціально до 100-ліття повстання Костюшка. Ініціатором її появи став львівський художник Ян Стика. Він запросив до співпраці художника-баталіста Войцеха Коссака. Полотно для роботи зіткали у Брюсселі, а залізну конструкцію ротонди купили у Відні. Картину малювали з серпня 1893 року до травня 1894. Спочатку робота прикрашала Стрийський парк Львова, а до Вроцлава була вивезена після Другої світової війни. Полотно стало доступним для відвідувачів з 1985 року, тобто через 40 років після перевезення до Вроцлава.

### Театри
- Вроцлавська опера;
- Вроцлавський театр ляльок тощо.

### Музеї

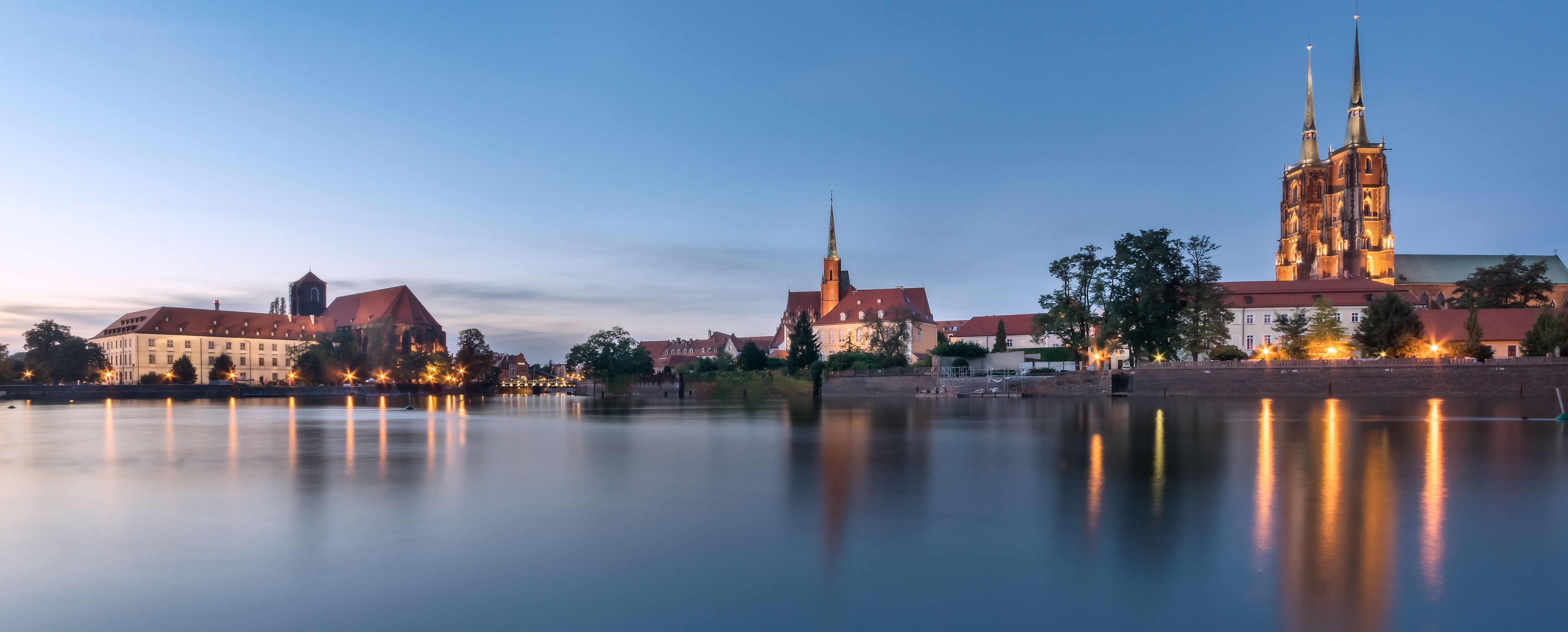
Вроцлав. Острів Тумський

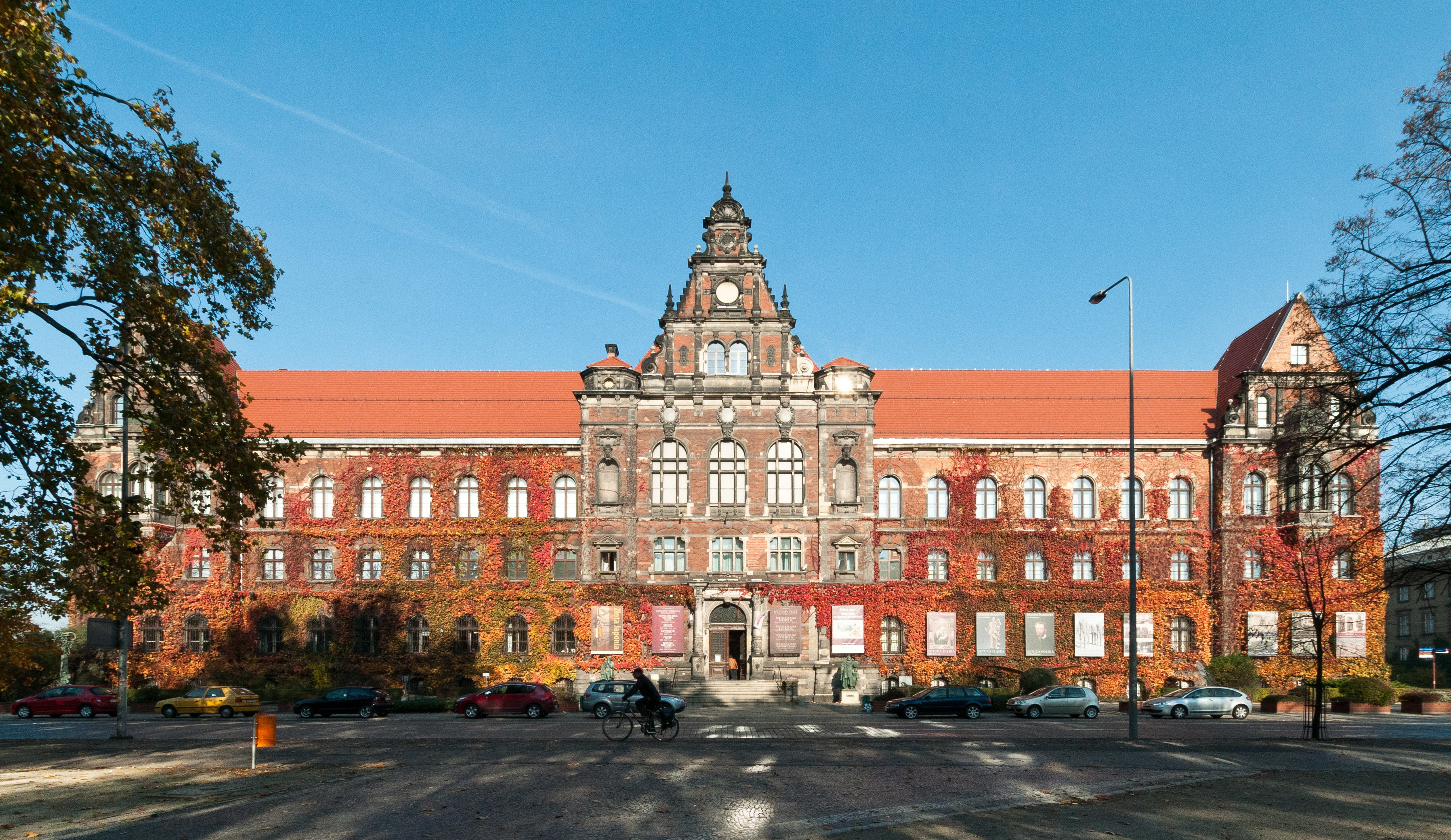
Національний музей

- Національний музей, заснований у 1947 році.
- Міський музей Вроцлава, знаходиться у Королівському палаці.
- Музей природничої історії, заснований в 1814 році і знаходиться в ботанічному саду.
- Музей медальєрного мистецтва, заснований в 1964 році, філія Міського музею.
- Архієпископський музей, заснований в 1898 році.
- Університетський музей ілюструє історію університету з 1702 року і донині, розташований в головній будівлі Вроцлавського університету.
- Геологічний музей в університеті був заснований в 1866 році.
- Мінералогічний музей, заснований у 1812 році.
- Музей людини знаходиться в будівлі факультету антропології Вроцлавського університету і має ще довоєнну колекцію.
- Етнографічний музей розміщений у колишньому палаці єпископів.
- Музей Академії мистецтв, що є частиною Академії мистецтв у Вроцлаві.
- Музей пошти й телекомунікацій.
- Археологічний музей.
- Аптека-музей.
- Музей «Пана Тадеуша»[31]
- Центр історії «Заєздня».

## Спорт

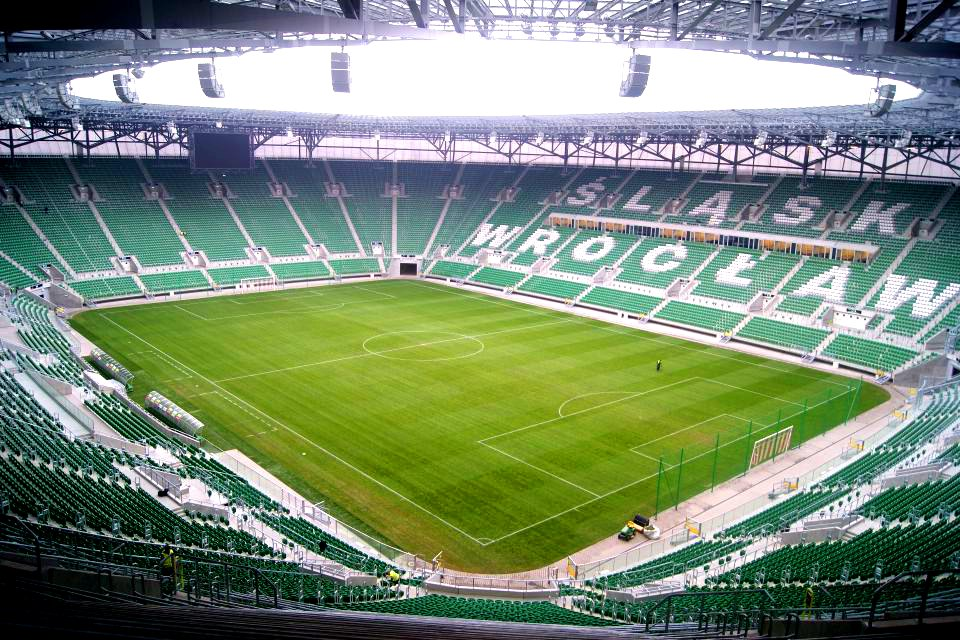
Міський стадіон

### Чоловічий спорт
- Шльонськ Вроцлав (Śląsk Wrocław) — чоловіча футбольна команда, Чемпіонат Польщі з футболу 1977, 2012; Володар Кубка Польщі 1976, 1987; Володар Суперкубка Польщі 1987, 2012; Володар Кубка польської ліги 2009. Зараз у Екстракласі (Польська Прем'єр-ліга)
- Śląsk Wrocław (також BASCO Śląsk Wrocław, ASCO Śląsk Wrocław, Bergson Śląsk Wrocław, Era Śląsk Wrocław, Deichmann Śląsk Wrocław, Idea Śląsk Wrocław, Zepter Idea Śląsk Wrocław, Zepter Śląsk Wrocław, Śląsk ESKA Wrocław, PCS Śląsk Wrocław, WKS Śląsk Wrocław) — чоловіча команда з баскетболу, 18-кратний чемпіон Польщі, 6-кратний призер, 15 разів посідала третє місце, 12-разовий володар Кубка Польщі.
- Śląsk Wrocław — чоловіча команда з гандболу, 15-разовий чемпіон Польщі.
- WTS Sparta Wrocław — мотоспідвейна команда, чотириразовий чемпіон Польщі.
- Gwardia Wrocław — волейбольна команда, триразовий чемпіон Польщі.
- KS Rugby Wrocław — команда з регбі.
- Пантери Вроцлав (Panthers Wrocław) — команда з американського футболу. «Пантери» приєдналися до Європейської футбольної ліги (ELF), професійної ліги з восьми команд, першої ліги в Європі після припинення NFL Europe. «Пантери» почали грати проти команд з Німеччини та Іспанії в червні 2021 року[32].
- Динамо (Вроцлав)

### Жіночий спорт
- WKS Śląsk Wrocław (раніше KS AZS Wrocław) — жіноча футбольна команда.
- AZS AWF Wrocław — жіноча гандбольна команда.
- AZS AE Wrocław — жіноча команда з настільного тенісу.
- Ślęza Wrocław — жіноча баскетбольна команда.

### Спортивна інфраструктура
- Міський стадіон (Вроцлав)
- Вроцлавський іподром Партиниці

## Муніципальне управління
Вроцлавом керують президент міста та міська рада, що складається з 39 радників і яку обирають прямими виборами жителі міста. Компетенція ради та президента Вроцлава поширюється на всі сфери муніципальної політики та планування розвитку, аж до розвитку місцевої інфраструктури, транспорту та дозволів на планування міста. Однак він не може стягувати податки безпосередньо зі своїх громадян, а натомість отримує свій бюджет від польського національного уряду у Варшаві.
Нинішнім президентом міста є Яцек Сутрик, який обіймає цю посаду з 2018 року. Першим очільником Вроцлава після війни був Болеслав Дробнер, призначений на цю посаду 14 березня 1945 року, ще до капітуляції німецької влади Вроцлава.
Від 4 лютого 2019 року в міській ратуші мешкає кіт Вроцек під опікою президента Яцека Сутрика. Кота британської породи на вроцлавському автовокзалі покинула напризволяще сім'я, яка не могла його взяти з собою в дорогу згідно з правилами перевізника. Після розголосу в соціальних мережах президент Вроцлава вирішив адоптувати кота. Назву тварині обирали інтернет-користувачі, які мали кілька інших пропозицій на вибір під час онлайн-голосування. Вроцек має свою сторінку в Instagram, де ділиться фотографіями з життя у Вроцлавській ратуші.

## Міжнародні відносини
Поточні:
- Бреда (Нідерланди)
- Вісбаден (Німеччина)
- Гвадалахара (Мексика) (Мексика)
- Градець-Кралове (Чехія)
- Дрезден (Німеччина)
- Каунас (Литва)
- Львів (Україна)
- Рамат Ґан (Ізраїль)
- Шарлот (США)

Колишні:
- Гродно (Білорусь) до 2005

### Консульства
Генеральні консульства:
- Німеччина
- Угорщина
- Україна

Почесні консульства:
| - Австрія - Болгарія - Чехія - Чилі - Данія - Грузія - Естонія |  | - Франція - Фінляндія - Іспанія - Індія - Казахстан - Південна Корея - Люксембург |  | - Литва - Латвія - Мальта - Мексика - Норвегія - Словаччина - Швеція |  | - Туреччина - Італія |

## Персоналії
- Філіп Адамські, веслувальник
- Джордже Андреєвич-Кун, художник
- Конрад Альберті, письменник
- Алоїз Альцгеймер, психіатр і невропатолог
- Адольф Андерсен, майстер шахів
- Генріх Альберц, бургомістр Берліна
- Дітріх Бонхеффер, теолог, антинацистський дисидент
- Макс Борн, фізик-теоретик і математик, лауреат Нобелівської премії
- Август Борзиг, німецький підприємець
- Герман фон Айххорн, прусський фельдмаршал
- Артур Екерт, фізик
- Владислав Фрасинюк, політик
- Адольф Фрідріх Гессе, композитор
- Єжи Гротовський, театральний режисер
- Фріц Габер, хімік і лауреат Нобелівської премії
- Фелікс Хаусдорф, математик
- Мірослав Гермашевський, космонавт
- Губерт Гуркач, тенісист
- Карл Готтард Лангганс, архітектор
- Агнешка Дзєм'янович-Бонк, політична діячка
- Марта Димек, шеф-кухар
- Клара Іммервар, хімік
- Уршуля Козьол, поетеса
- Марек Краєвський, письменник і лінгвіст
- Олаф Любащенко, актор і кінорежисер
- Інга Лей, співачка
- Ольга Малінкевич, фізик
- Адольф фон Менцель, живописець
- Матеуш Моравецький, політик, прем'єр-міністр Польщі
- Олександр Мошковський, сатирик, письменник і філософ
- Моріц Мошковський, композитор, піаніст і педагог
- Томаш Мотика, фехтувальник
- Рут Нойдек, керівник німецьких таборів смерті СС і військовий злочинець
- Зепп Піонтек, футбольний менеджер
- Міхаель Рабін, теоретик
- Манфред фон Ріхтгофен, льотчик-винищувач
- Тадеуш Ружевич, поет і драматург
- Ванда Руткевич, альпіністка
- Макс Зімон, офіцер Ваффен-СС
- Едіт Стайн, філософ і римо-католицька мучениця
- Чарльз Протеус Штайнмец, інженер-електрик
- Ежен Шюффтан, французький і американський кінооператор німецького походження
- Вільям Штерн, психолог
- Ольга Токарчук, письменниця, лауреатка Нобелівської премії з літератури
- Дагмара Возняк, польсько-американська олімпійська фехтувальникка на шаблях
- Роберт Віне, режисер
- Ервін фон Віцлебен, німецький воєначальник часів Третього Рейху, генерал-фельдмаршал (1940) Вермахту.

## Українці у Вроцлаві
Вроцлав має численні сліди пов'язані з минулим та сучасним перебуванням в ньому українців.

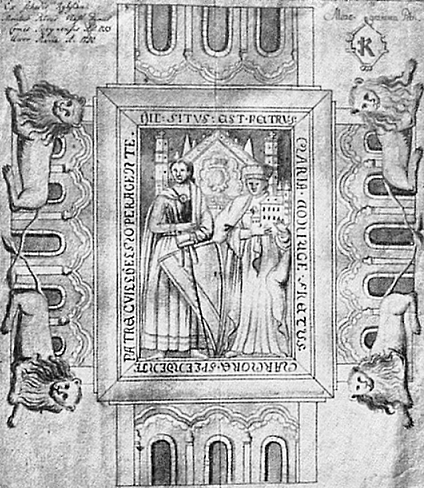
Зображення нагробної плити Петра і Марії Властовичів у костелі св. Вінцента в Олбіні (Вроцлав). Знищена турками

Найдавніші пам'ятки пов'язані з Україною у музеях міста. Зокрема, у природничому музеї Вроцлава експонується копія зліпку краківського шерстистого носорога, знайденого в с. Старуня Івано-Франківської області.
Зв'язки Нижньої Сілезії та Вроцлава з Руссю сягають ще тих часів коли ця територія належала польській династії П'ястів. Зокрема, варто згадати одного з найвищих діячів Сілезії часів Болеслава Кривоустого — Петра Властовича. За однією з версій він був родом з Русі. Коли померла дружина князя Болеслава, той послав Петра Властовича сватом до Марії, дочки чернігівського князя Олега Михайла, але Петро сам одружився з княжною Марією. Завдяки цьому Петро став однією з перших осіб у державі і дядьком спадкоємця престолу — Владислава II. Шлюб дав йому також право на отримання найвищої посади після князя — палатина (лат. comes palatinus).
Після осліплення за наказом Владислава ІІ Вигнанця колишній палатин виїхав на Русь, де намовляв київського князя до війни з Польщею.
Петро і Марія заклали на сучасному вроцлавському Олбіні абатство бенедиктинців в 1139 р., яке, на жаль, не зберіглося. Проте, його архітектурні елементи збереглися. Зокрема, романський портал вмурований у південну стіну кафедрального костелу Марії Магдалени.
У 1289 році в околицях Вроцлав з'являється князь Лев Данилович. Ось як це описує М. Грушевський:
«В боротьбі за краківський стіл, що розпочала ся по смерти Лєшка (Чорного — авт) і потягнула ся на кількадесять лїт, Лев брав дїяльну участь, підтримуючи вибраного малопольською шляхтою Болєслава Зємовитовича кн. плоцького (з мазовецької лїнїї) в його боротьбі з Генрихом вроцлавським (т. зв. Честним, Probus), підтримуваного нїмецькими міщанами Малопольщі). В інтересах Болєслава Лев ходив походом на Краків (1289 р.), а коли облога не повела ся, і Болєслав, що в сїй кампанїї досить слабо підтримував Льва, зовсїм вирік ся претензій на краківський стіл, Лев з під Кракова рушив на Шлезк і пограбив землї Генриха та з величезною здобичею вернувся на Русь».

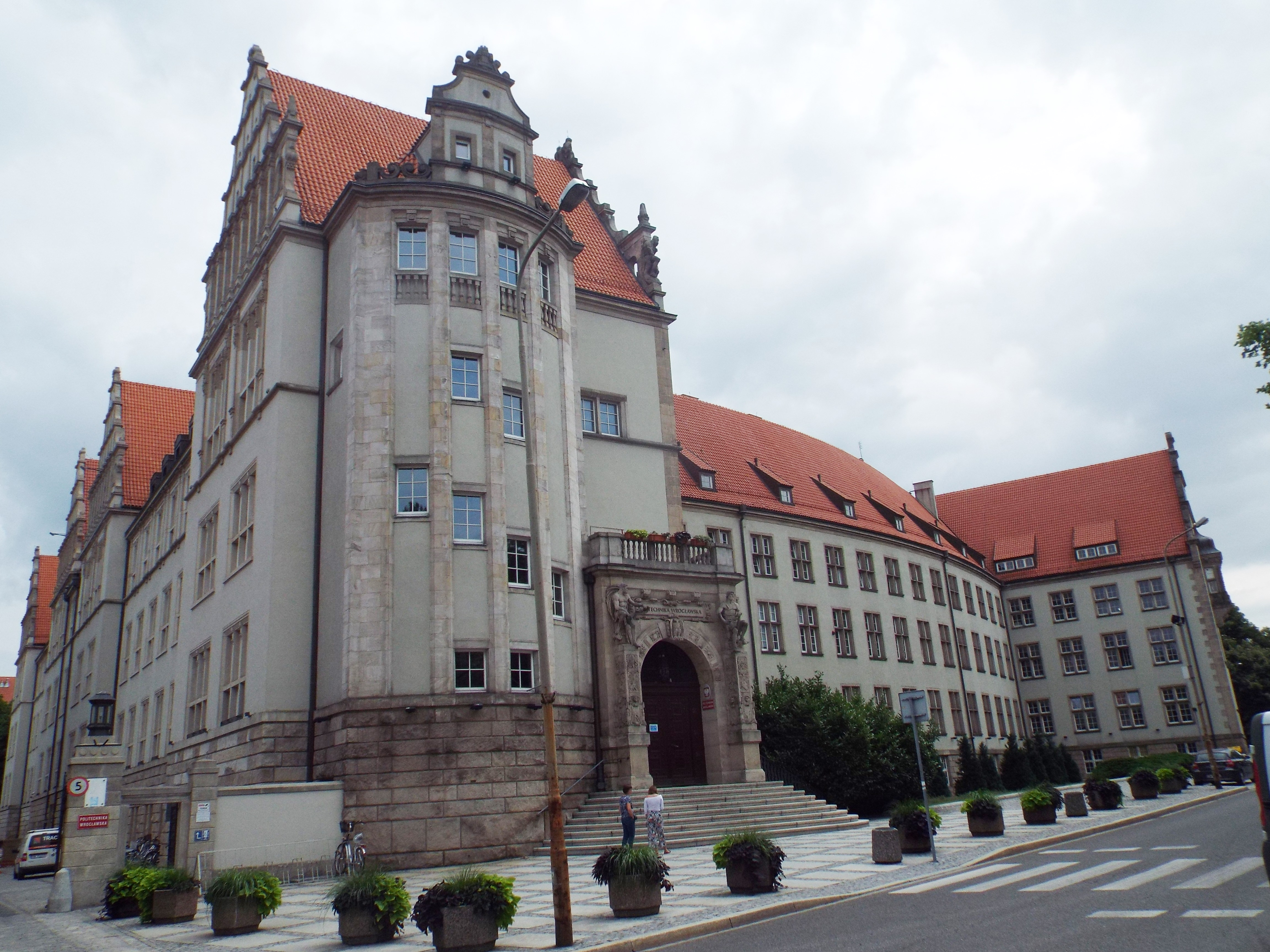
Головний корпус Вроцлавської політехніки. Фото 2021 р.

Пізніше руські князі вступили в договірні стосунки з Краковом, про що свідчить звістка Галицько-Волинського літопису, яка датується 1273 р.:
«Помирились (Романовичі — авт.) з поляками і з Болеславом князем. Болеслав тоді ж розпочав війну з князем воротиславським (вроцлавським — авт.). Пішли йому на допомогу Лев і Мстислав, а Володимир сам не пішов, а послав свою рать…».
Восени 1884 р. на правничих студіях у Вроцлавському університеті перебували Роман та Олександр Шептицькі. Восени 1884 р. Роман та Олександр Шептицькі разом поїхали до Німеччини (Вроцлав) на правничі студії у Вроцлавському університеті. 15 листопада 2018 р. в приміщенні головного корпусу Вроцлавського університету вібулося урочисте відкриття меморіальної дошки Митрополита Андрея Шептицького, який вчився тут в 1884-87 рр.
Пізніше у німецькому тоді Вроцлаві (Бреслау) здобували технічну освіту українці з Галичини. Юрій Шухевич, зокрема згадував про навчання тут своєї матері. Політехніка розбудована в німецький час була місцем навчання українського діяча з Буковини — Степана Петрівського.
У місті наявні два радянських військових цвинтарі: на Skowroniej Górze [Архівовано 1 серпня 2021 у Wayback Machine.] та цвинтар радянських офіцерів [Архівовано 1 серпня 2021 у Wayback Machine.]. Скільки тут поховано українців поки що ніким, на жаль, не встановлено.
В ПНР серед легально-діючих греко-католицьких осередків лишався зокрема, монастир служебниць у Вроцлаві. Українська Греко-католицька парафія у Вроцлаві відновлена у 1956 році. Належить до Вроцлавсько — Гданської єпархії. Як свідчить вмурована в стіну вроцлавського костелу св. Хреста [Архівовано 3 квітня 2022 у Wayback Machine.], бронзова дошка на честь 1000-ліття хрещення Русі, першим місцем греко-католицьких богослужінь був нижній костел цієї пам'ятки.

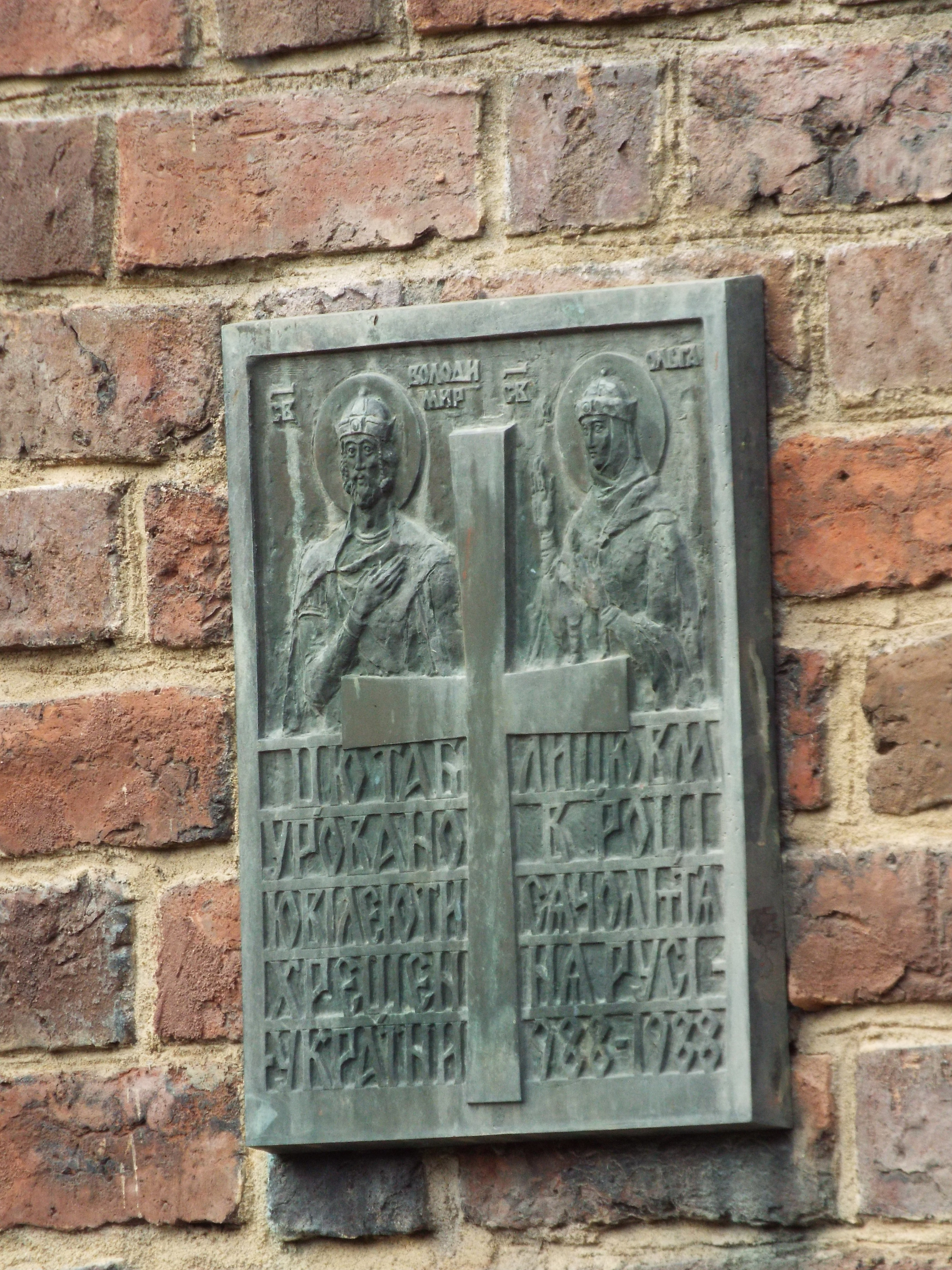
Пам'ятна дошка 1988 р. на честь 1000-ліття хрещення Русі. Костел св. Хреста, Вроцлав. Фото 2021 р.

Кафедральний храм Воздвиження (він же собор св Вінцента і св Якуба) був переданий єпархії Вроцлавсько-Гданській УГКЦ у 1997 р. коли проходив Євхаристійний Конгрес. Папа Римський Іоанн Павло II і кардинал Генрик Гульбіновіч передали костел для собору Вроцлавсько-Гданській Єпархії Української Греко-Католицької Церкви. У 1997—1999 роках парафіянами закінчено ремонт, перекрито дах. В катедрі можна побачити ікони Юрія Новосельського, Віталія Садовського та інших. Щонеділі та по святах ведуться служби українською мовою. При церкві діє українське просвітянське товариство, класи для молоді.
Православний кафедральний собор розміщується на вул. Świętego Mikołaja 40. Ще одна православна парафія у Вроцлаві розміщується у храмі на острові Пясек [Архівовано 3 квітня 2022 у Wayback Machine.].
Офіційного представництва України у Вроцлаві донедавна не було. Було тільки Почесне консульство України у Вроцлаві [Архівовано 23 липня 2021 у Wayback Machine.]. Функції консула виконує Гжегож Дзік. Всі свої справи українці з Вроцлава вимушені були вирішувати у Кракові. У 2021 р. прийнято рішення відкрити у Вроцлаві генеральне консульство України з приміщенням навпроти Української Греко-католицької церкви за адресою plac Nankiera 7. 17 січня 2022 р. консульство почало роботу.
В 2018 р. у Вроцлаві створено рондо імені Генерала Марка Безручка [Архівовано 23 липня 2021 у Wayback Machine.]. Рондо знаходиться на Stabłowicach, на перетині вул. Augusta Emila Fieldorfa та Wojanowskiej. Рондо було офіційно відкрито 23 червня 2018 р. У відкритті взяли представники міської влади Вроцлава та Львова, віце-президент міста Adam Grehl і посол України в Польщі Андрій Дещиця. Під час урочистості співали гімни України та Польщі.
Діє також Центр української культури та розвитку у Вроцлаві, вул. Ruska 46A/201.
Наразі багато українців прибуває до міста на роботу, а також на навчання, зокрема, до Вроцлавського університету природничих наук.

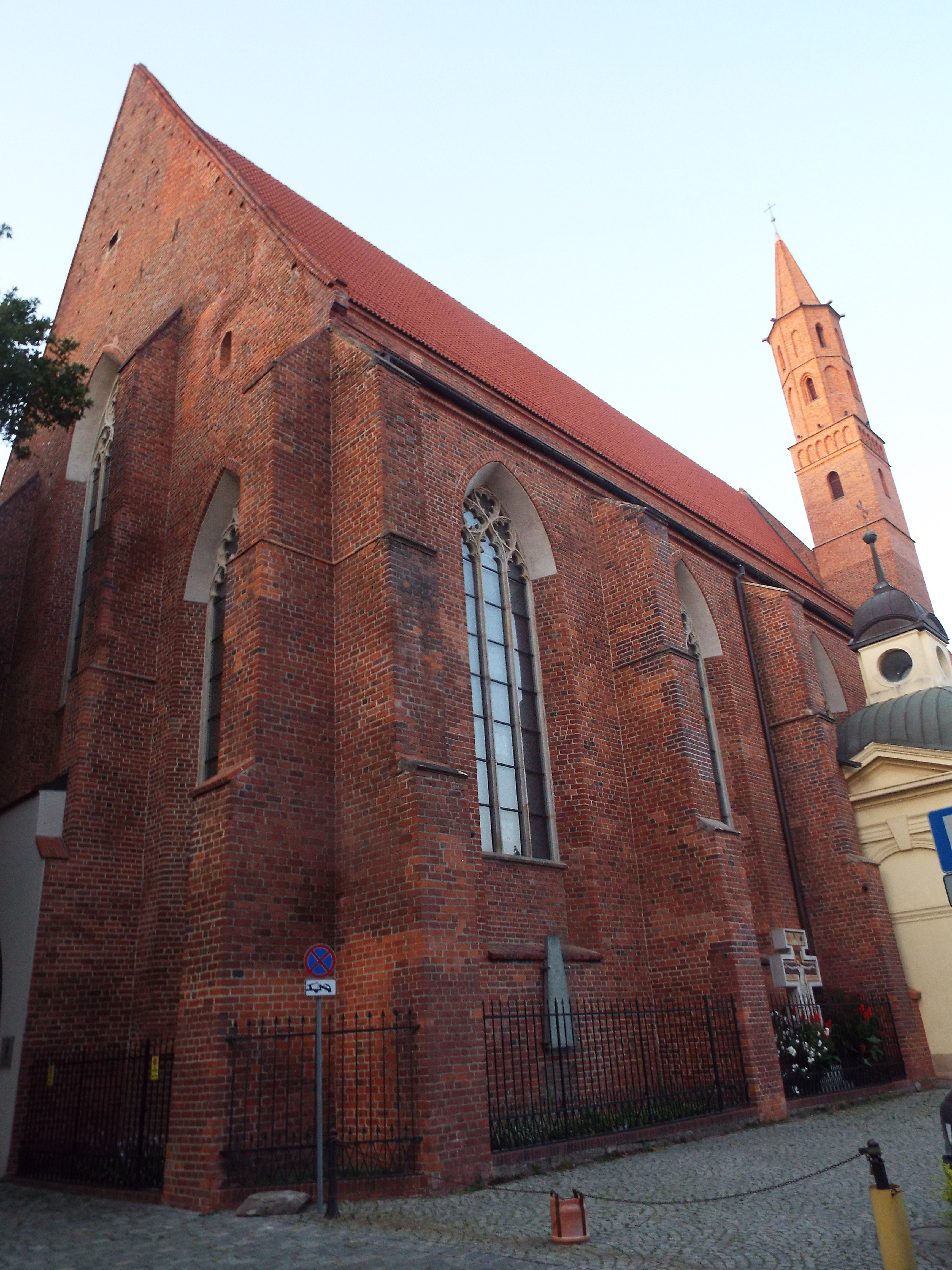
Кафедральний собор Воздвиження св. Хреста Вроцлавсько-Гданської єпархії УГКЦ, Вроцлав. Фото 2021 р.

У Вроцлавському університеті при Інституті слов'янської філології (вул. Поштова, 9) діють напрямки українська філологія з англійською мовою та україністика.
Згідно статистиці станом на 2018 р. у місті проживало було від 60 до 100 тис. українців. Не усі ці люди — емігранти останнього періоду. Кілька тисяч українців мешкає у Нижній Сілезії з давніших часів. Про це, зокрема, свідчать українські могили. Зокрема, на Особовицькому кладовищі (Cmentarz Osobowicki) [Архівовано 3 квітня 2022 у Wayback Machine.] знаходиться поховання Антона Ярмака [Архівовано 8 жовтня 2021 у Wayback Machine.] (1900—1986), офіцера Армії УНР, згодом контрактного поручника Війська польського, учасника Вересневої кампанії 1939 р.; могила сотника Армії УНР Івана Дегтяренка (1892—1969); 14.08.2019 р. в рамках акції «Полум'я Братерства» було вшановано могили вояків УНР на Особовицькому цвинтарі.
У Вроцлаві діє коло Об'єднання українців в Польщі, головою якого на 2021 р. був Ігор Саламон. На вулиці Лацярська 32 є світлиця — осередок зустрічей української громади, після недільної служби УГКЦ.
Міська влада Вроцлава зробила багато для українців. Зокрема, у кінотеатрі DCF [Архівовано 23 липня 2021 у Wayback Machine.] деякі фільми показують з українським дубляжем. Вроцлав перше місто в Польщі, де є класи в школах з українською мовою, а в бібліотеках Вроцлава є книги українською мовою.
Вроцлав є партнерським містом зі Львовом. У місті є також вулиці Українська [Архівовано 24 липня 2021 у Wayback Machine.] та Руська [Архівовано 24 липня 2021 у Wayback Machine.].
Після початку збройної інвазії Росії до України 24.02.2022 р. у Вроцлаві опинилося багато українців-біженців. З благодійним виступом місто відвідав славетний український хор «Журавлі». Хор виступав на Ринку у Вроцлаві та у греко-католицькій кафедрі. 24 травня 2022 р. у костелі св. Михаїла Архангела у Вроцлаві відбулося богослужіння єпископа РК церкви Віталія Кривицького та його зустріч з українцями у приміщенні Селезіанського Ліцею. Костел та ліцей розміщені по вул. Bolesława Prusa 78.

## Світлини

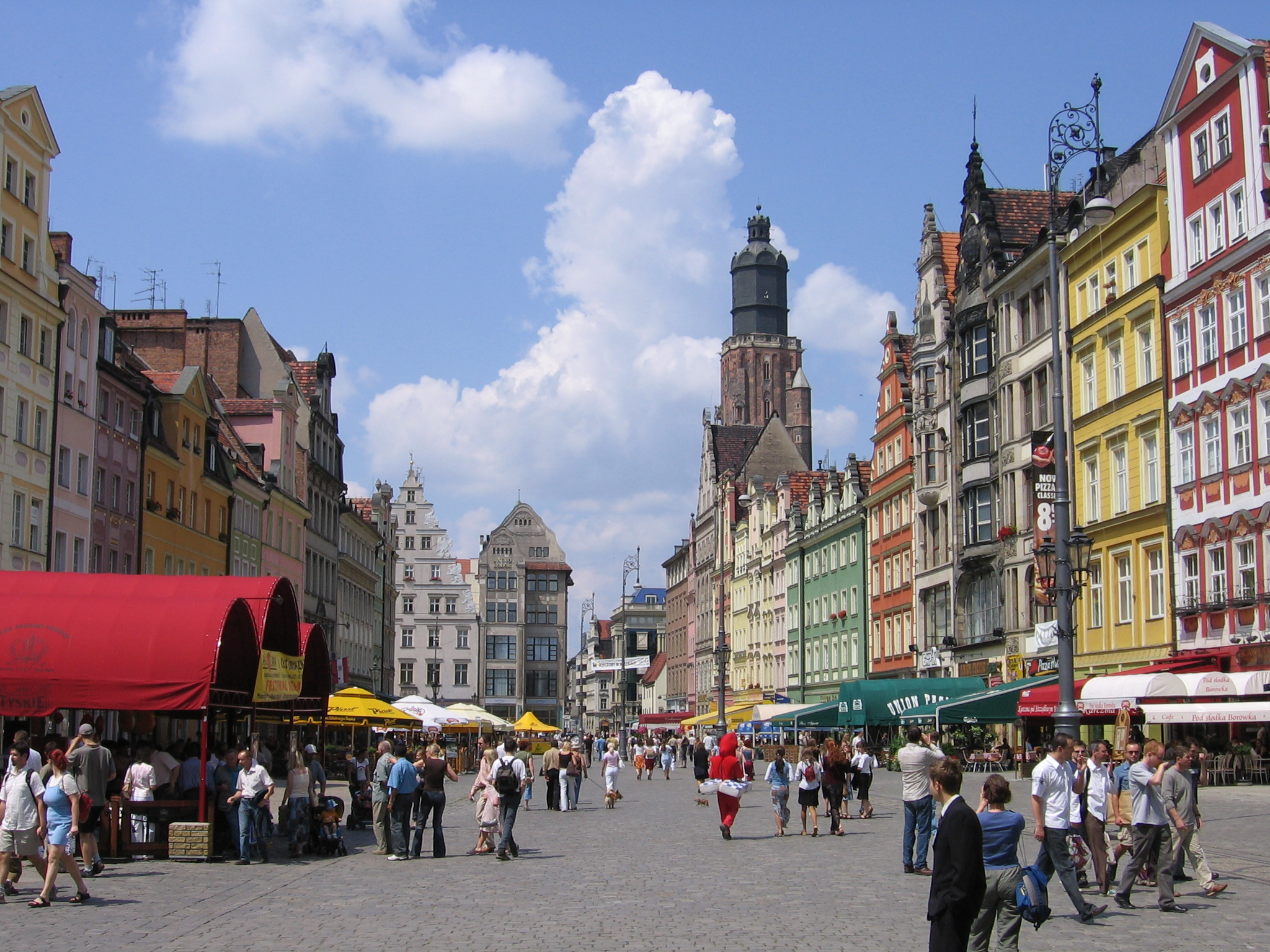
Центр Вроцлава
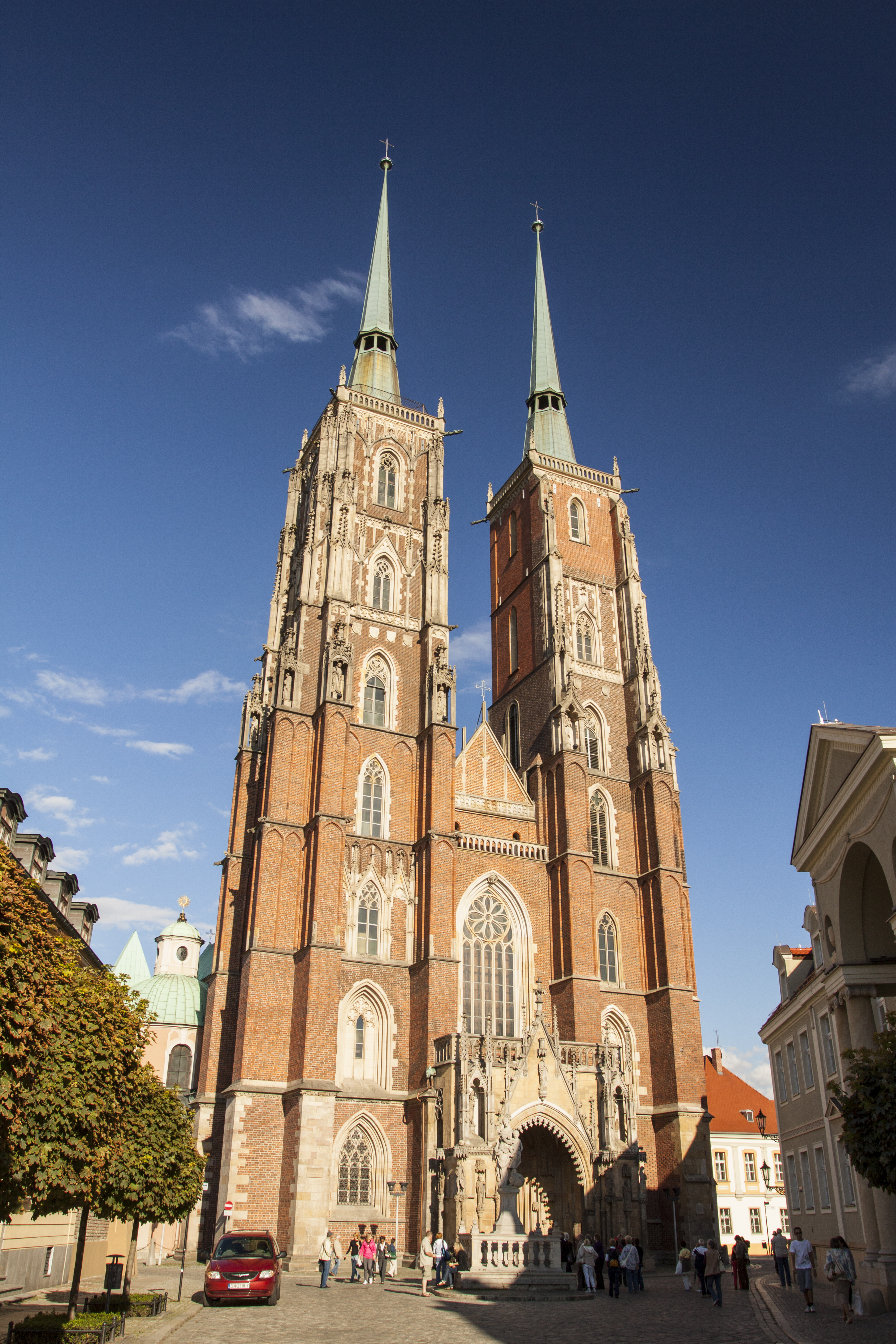
Вроцлавський собор
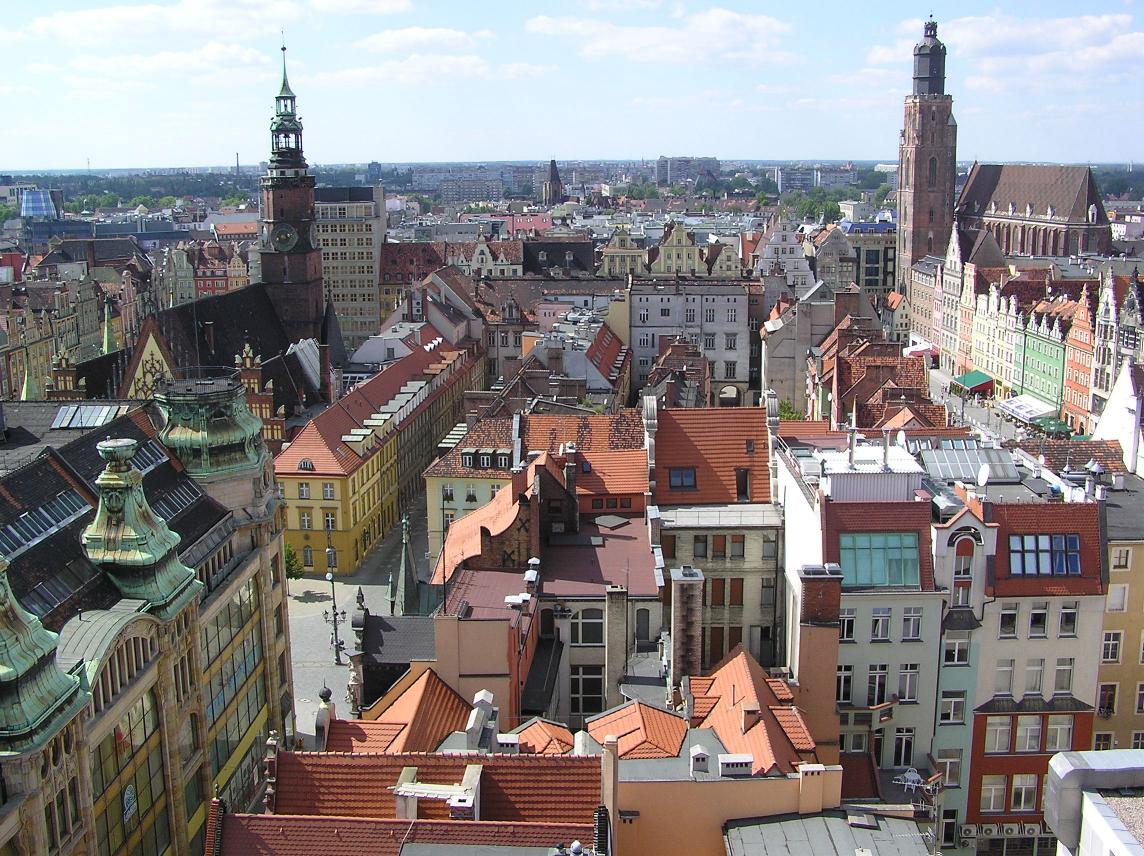
Панорама центра
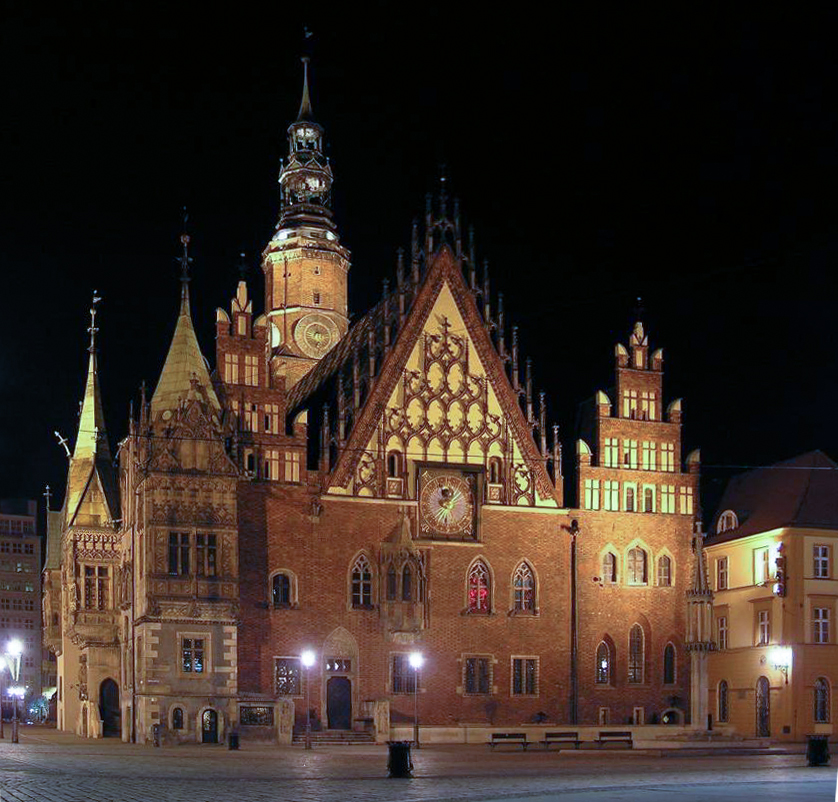
Ратуша
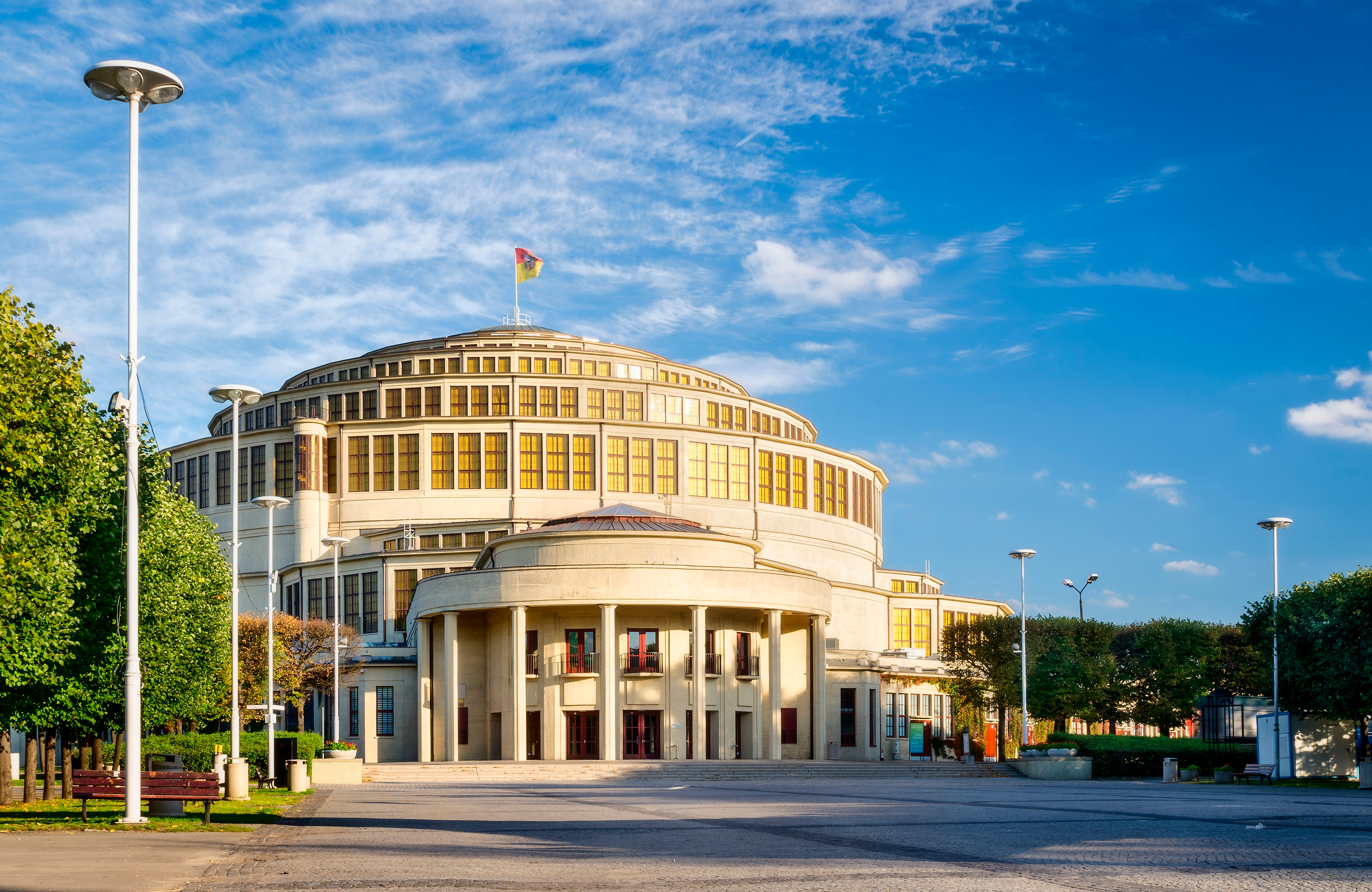
Зала Століття
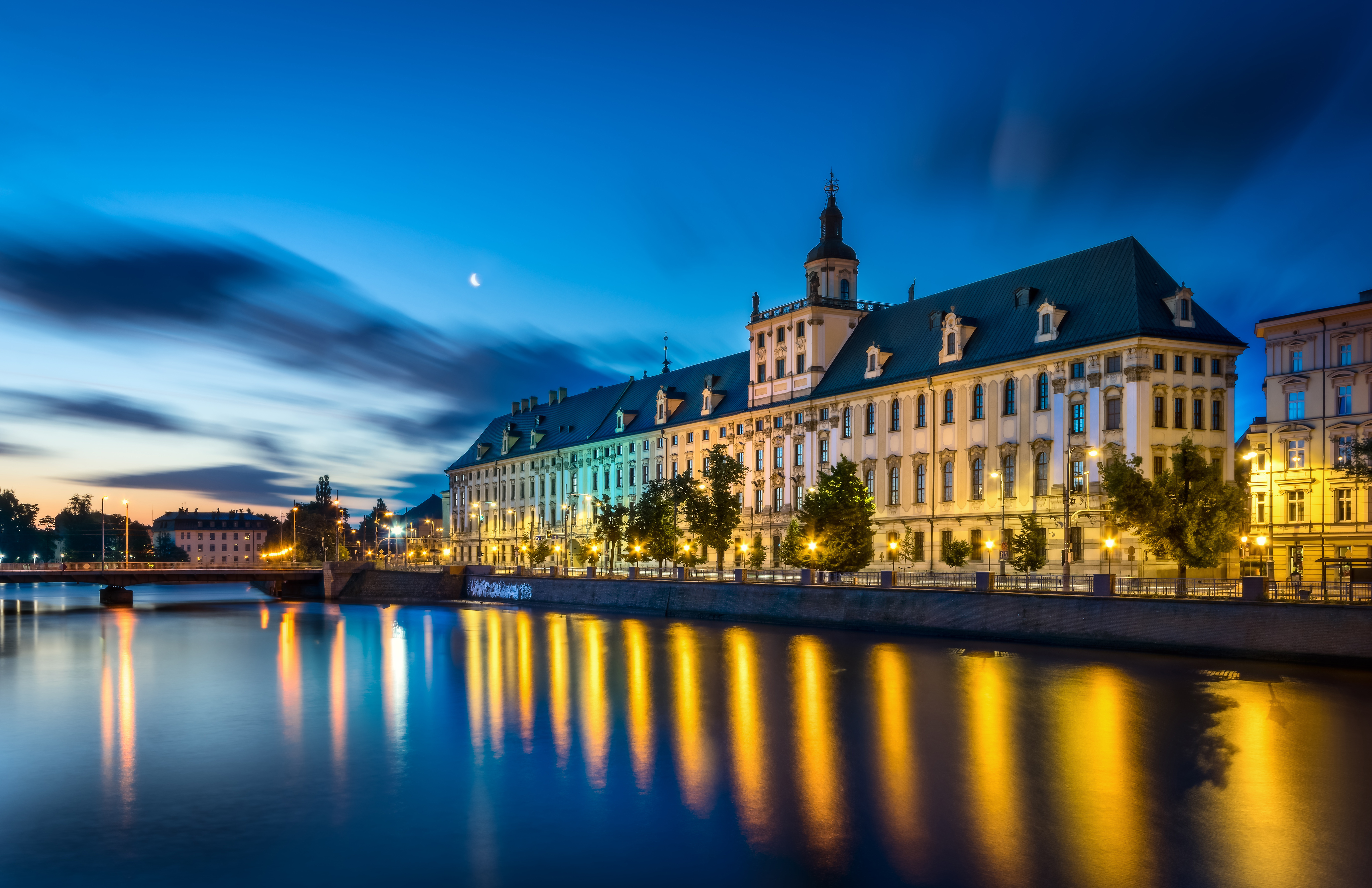
Вроцлавський університет
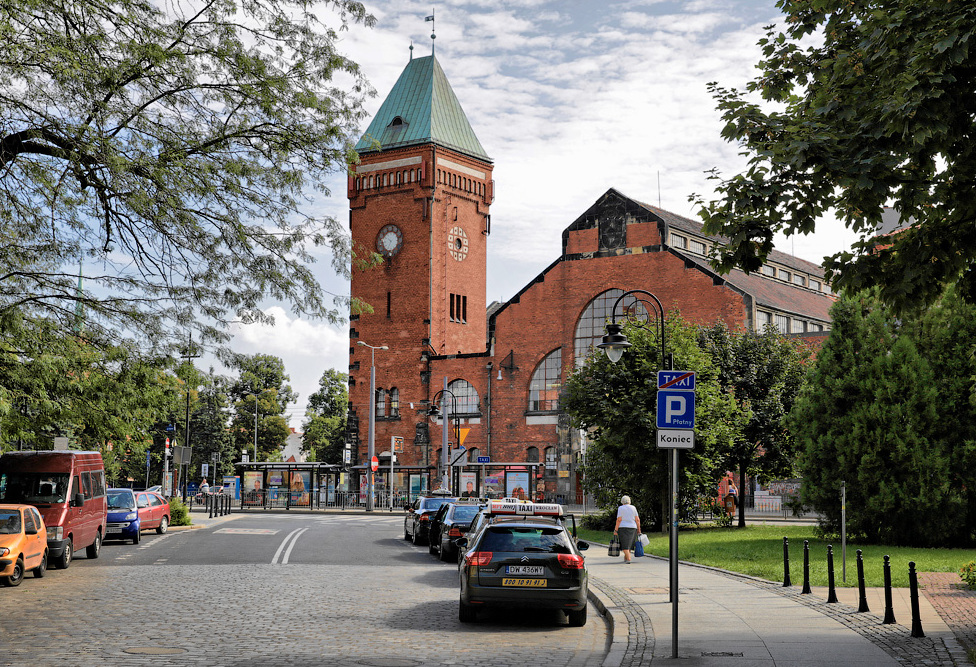
Торговий комплекс
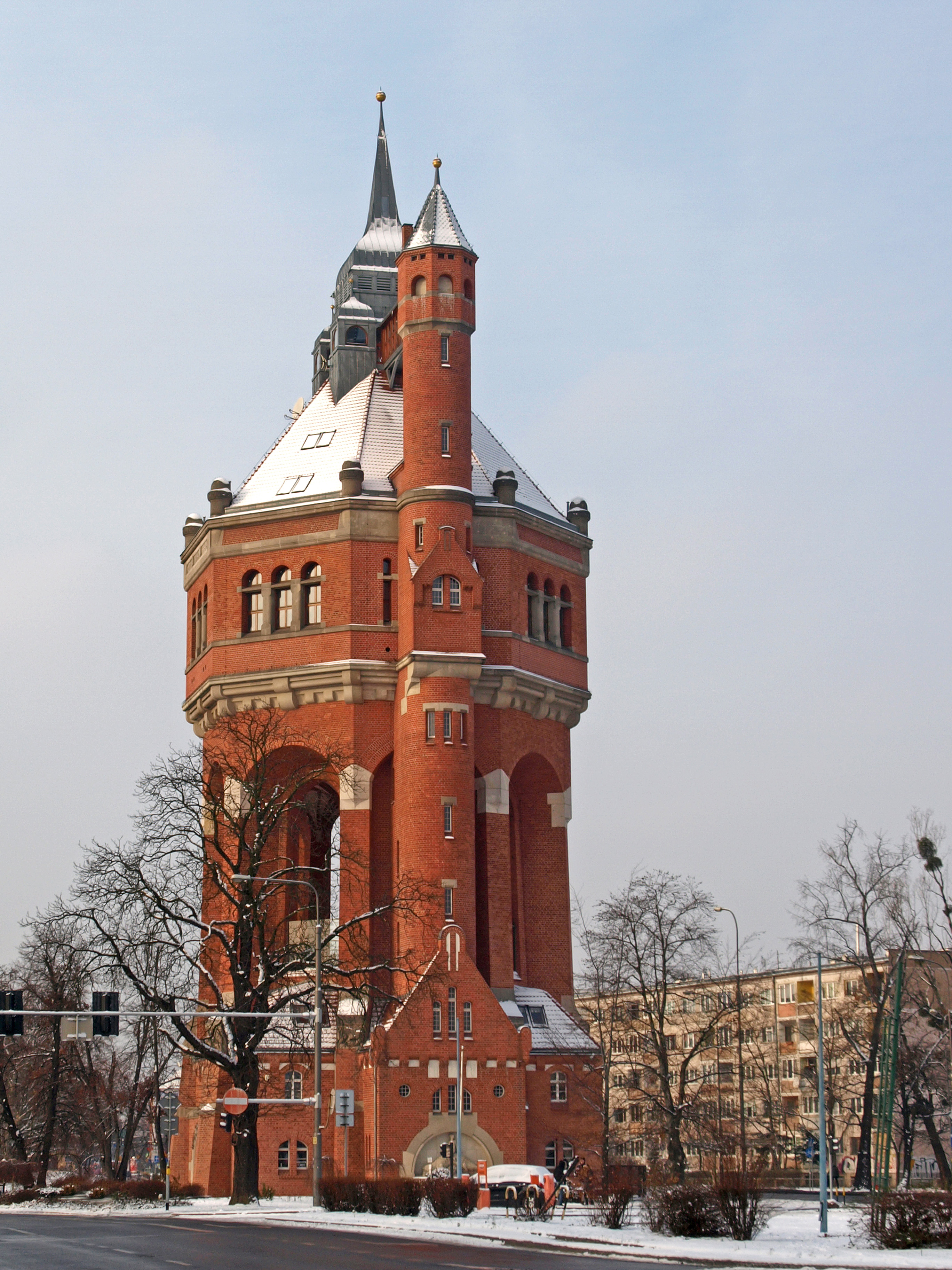
Водонапірна вежа
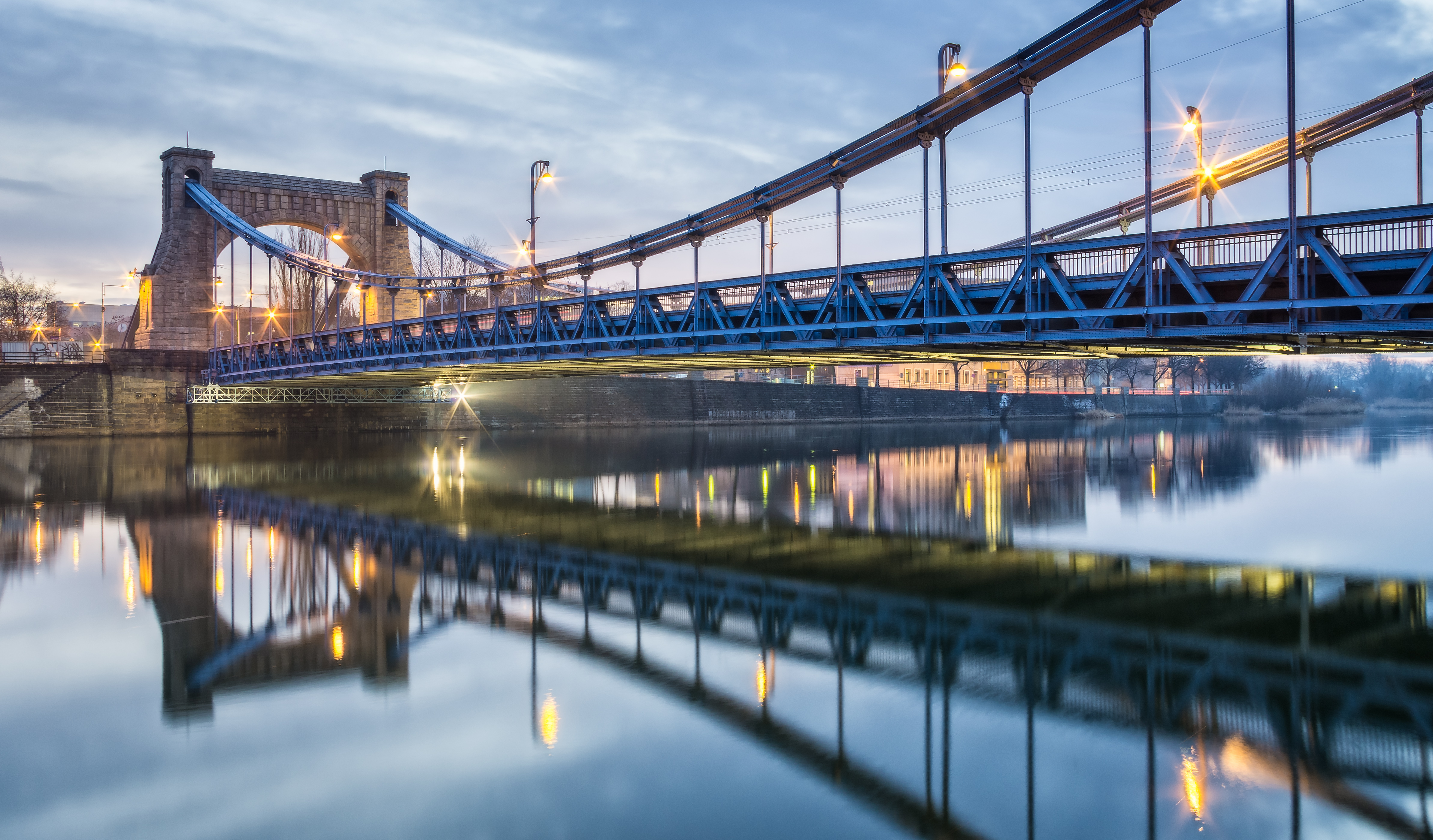
Міст Грюнвальдський
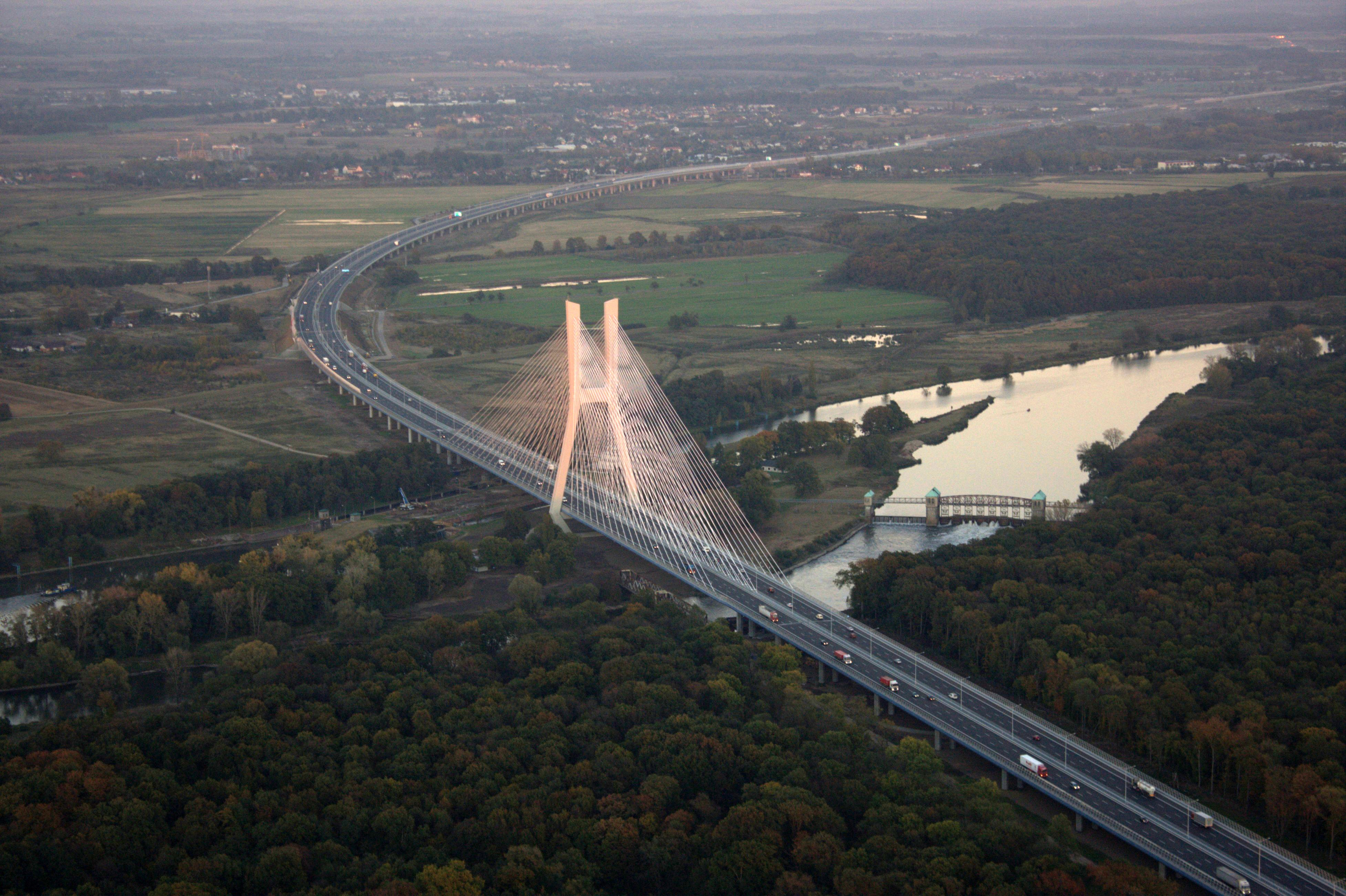
Міст Ренджиньський
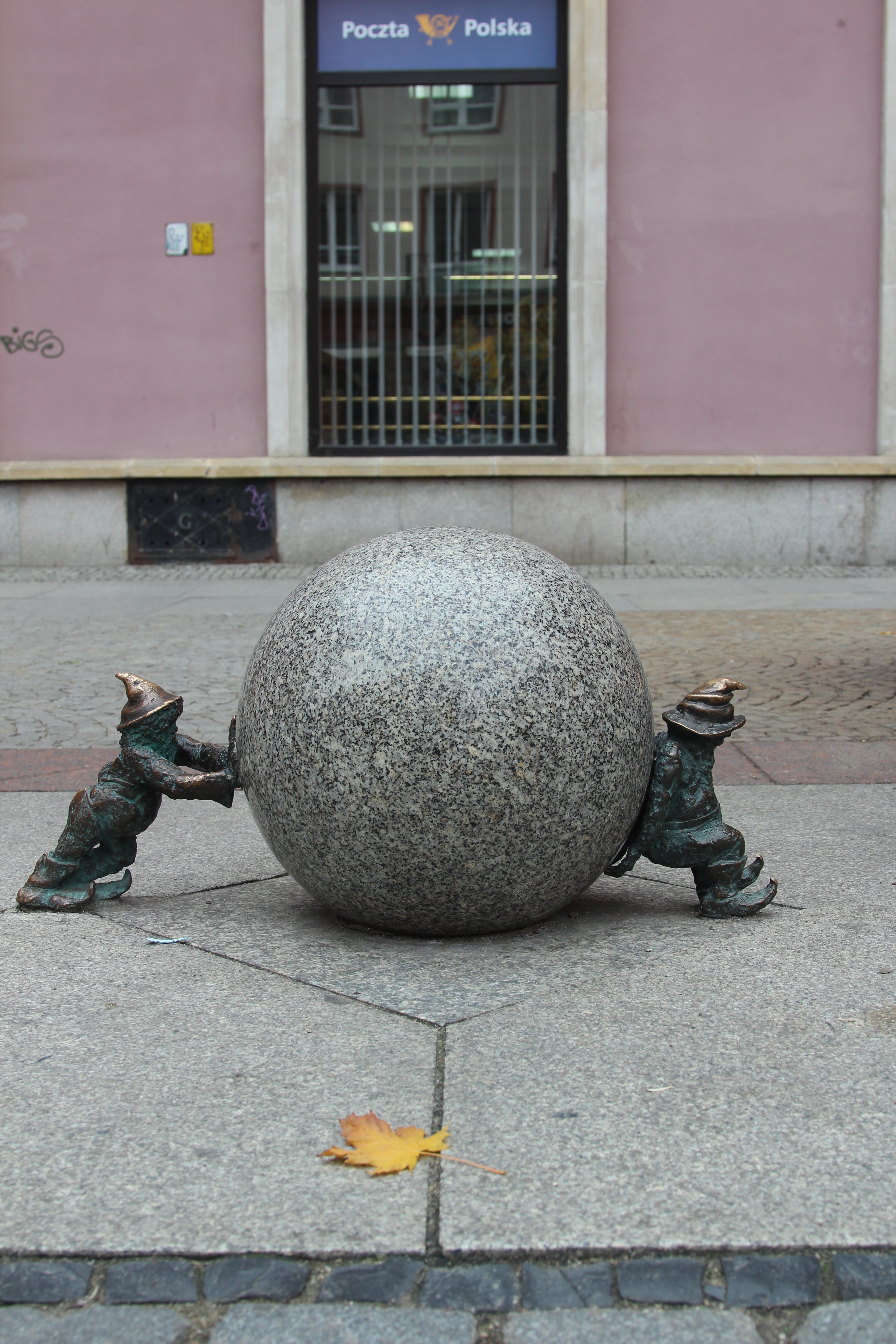
«Сізіфки»
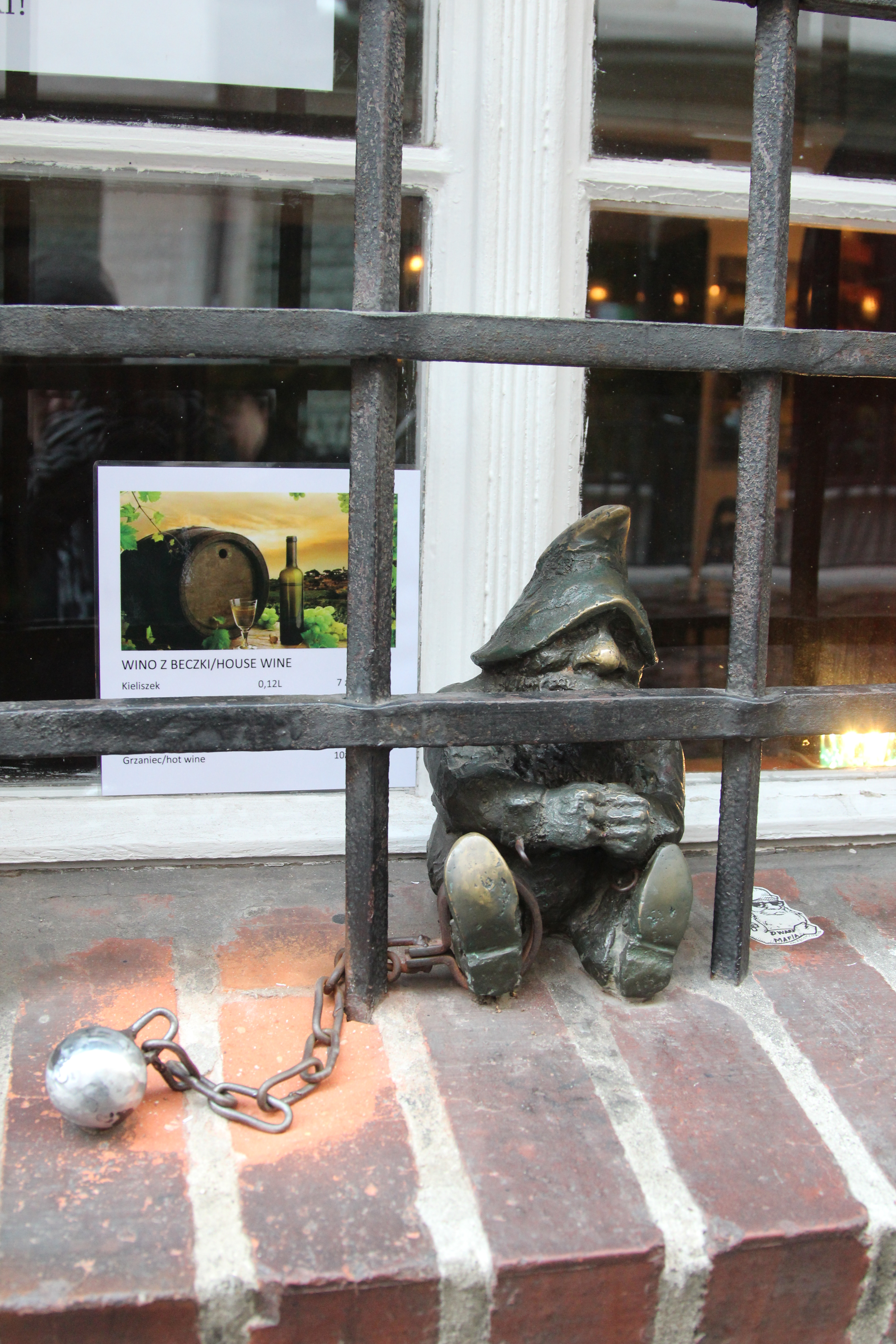
«В'язень» (на вікні старої міської в'язниці)
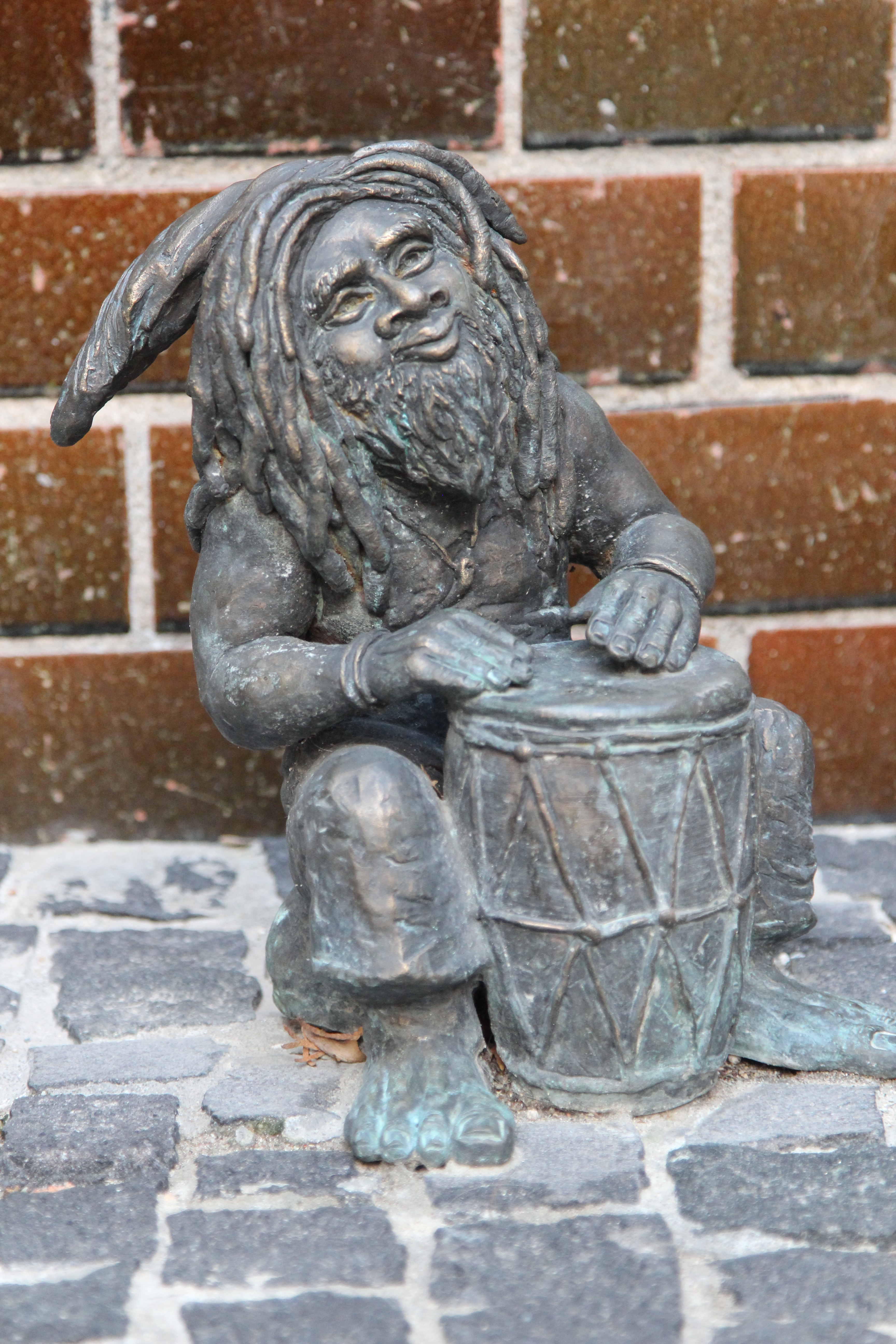
«Растаман»
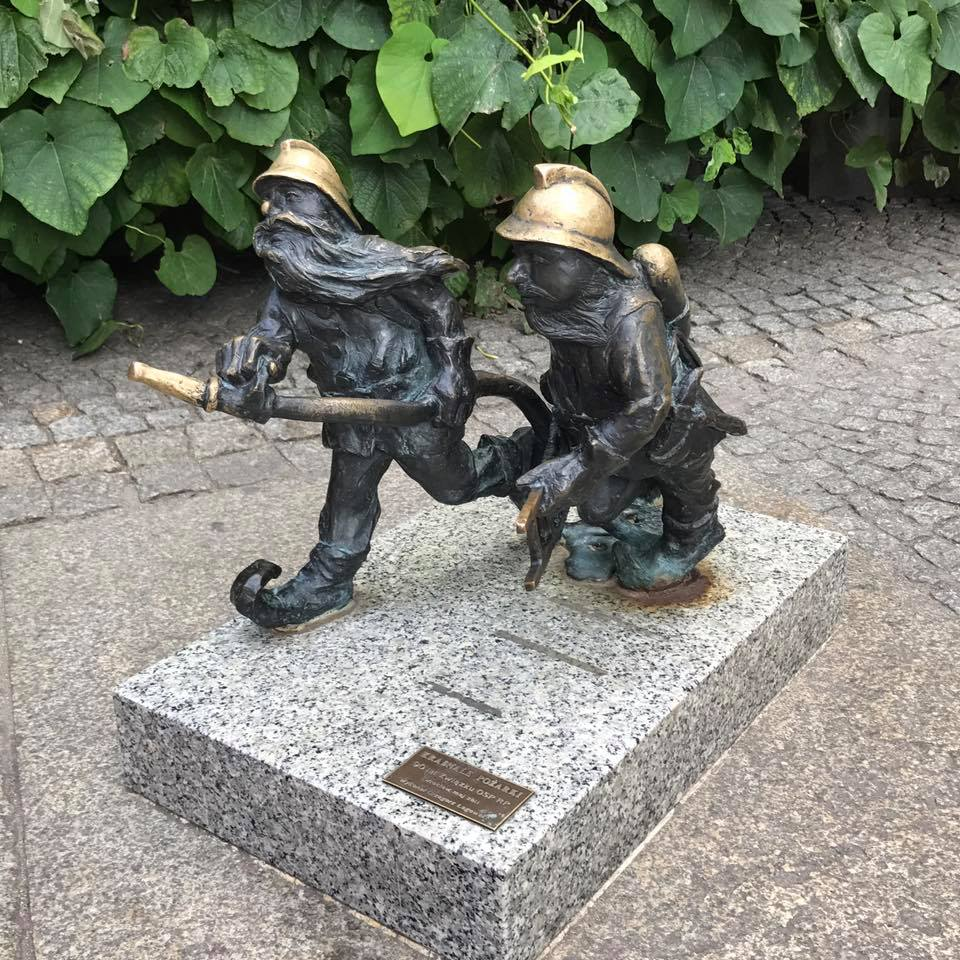
«Пожежники»
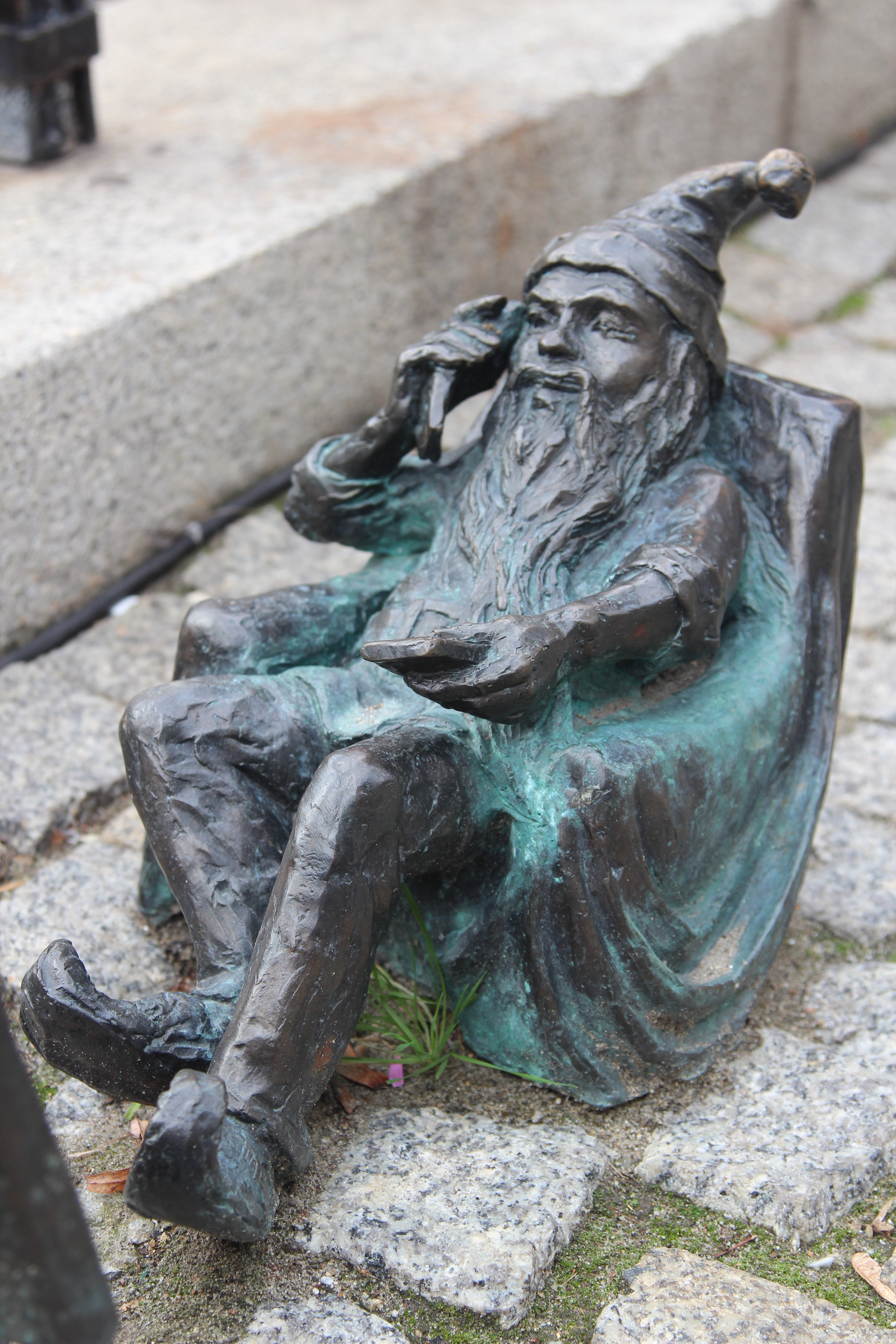
Діалогомір - гном із мобільним телефоном
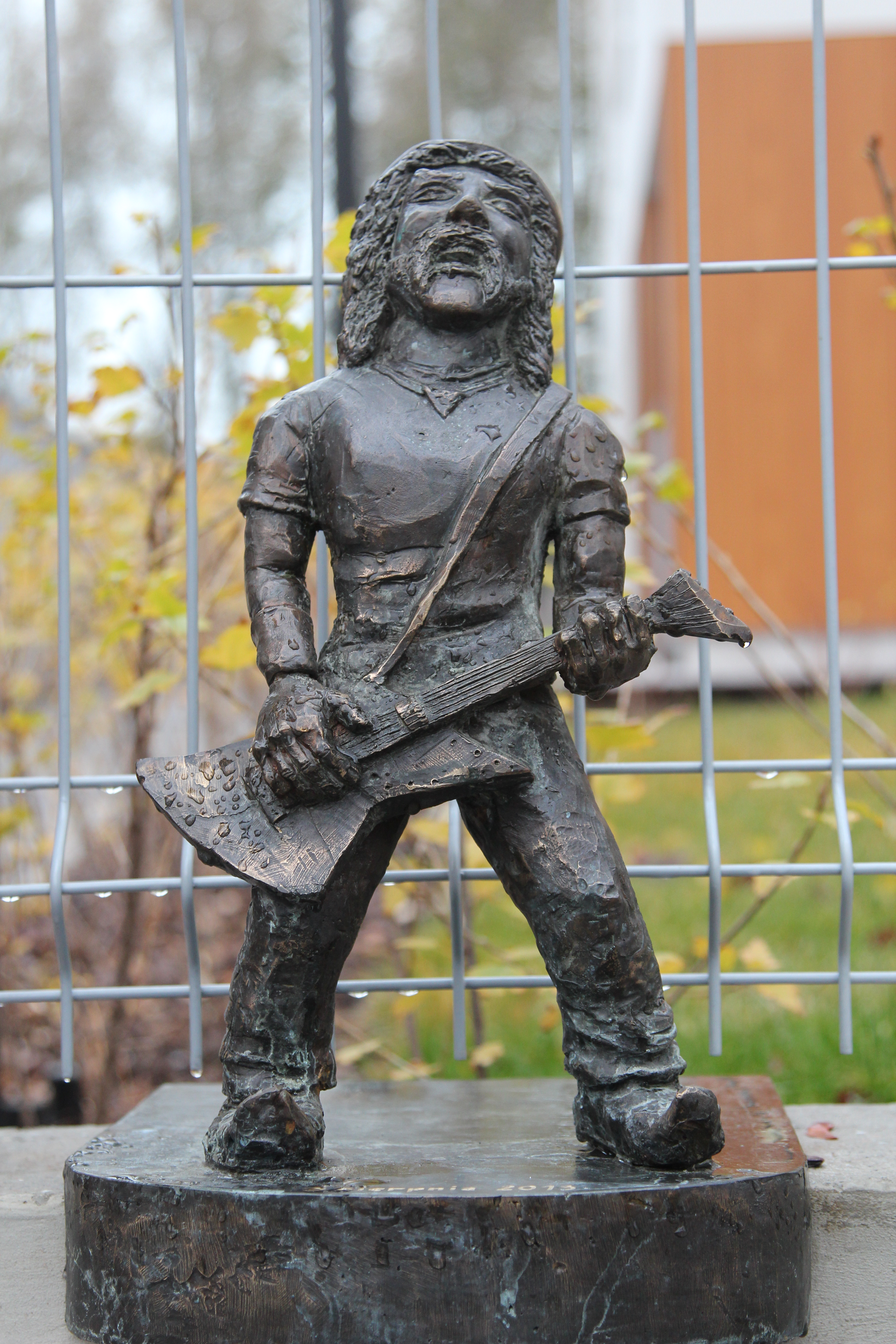
Papa Het
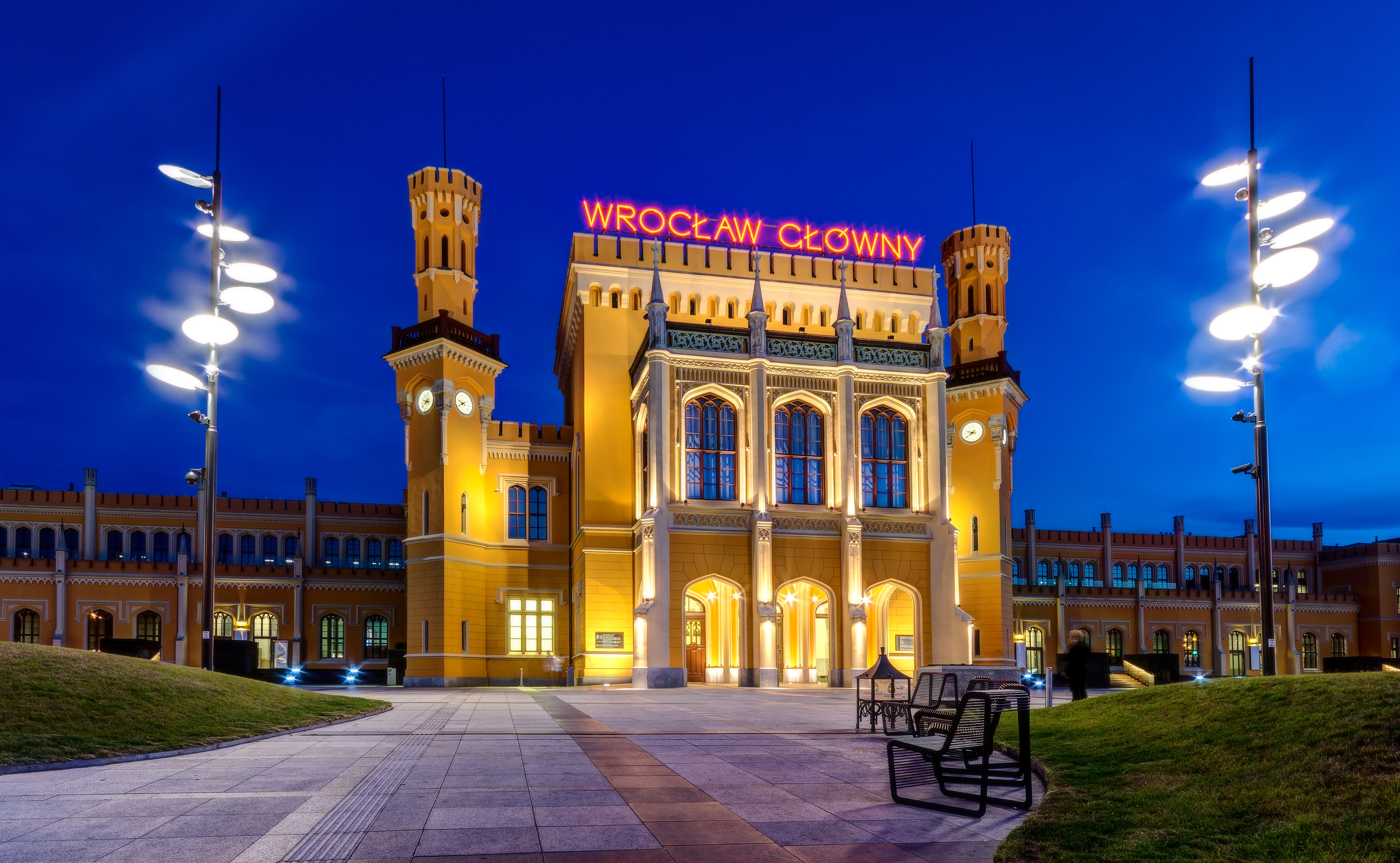
Вроцлав-Головний (вокзал)
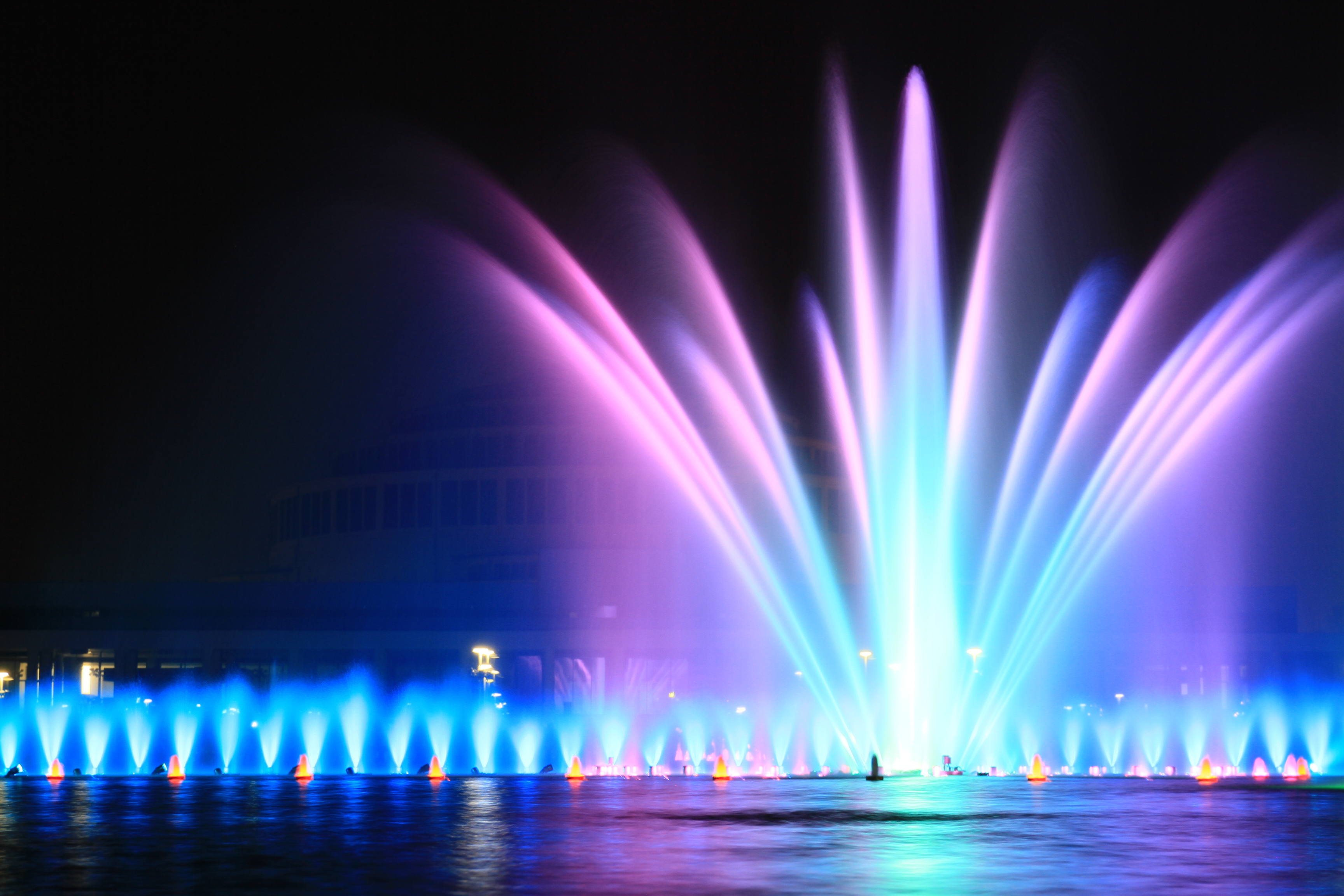
Вроцлавський фонтан
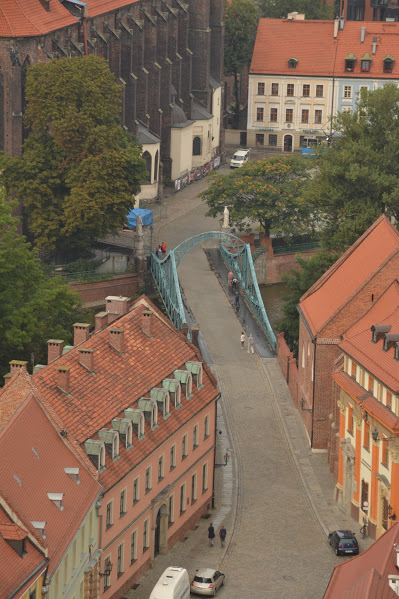
Тумський міст
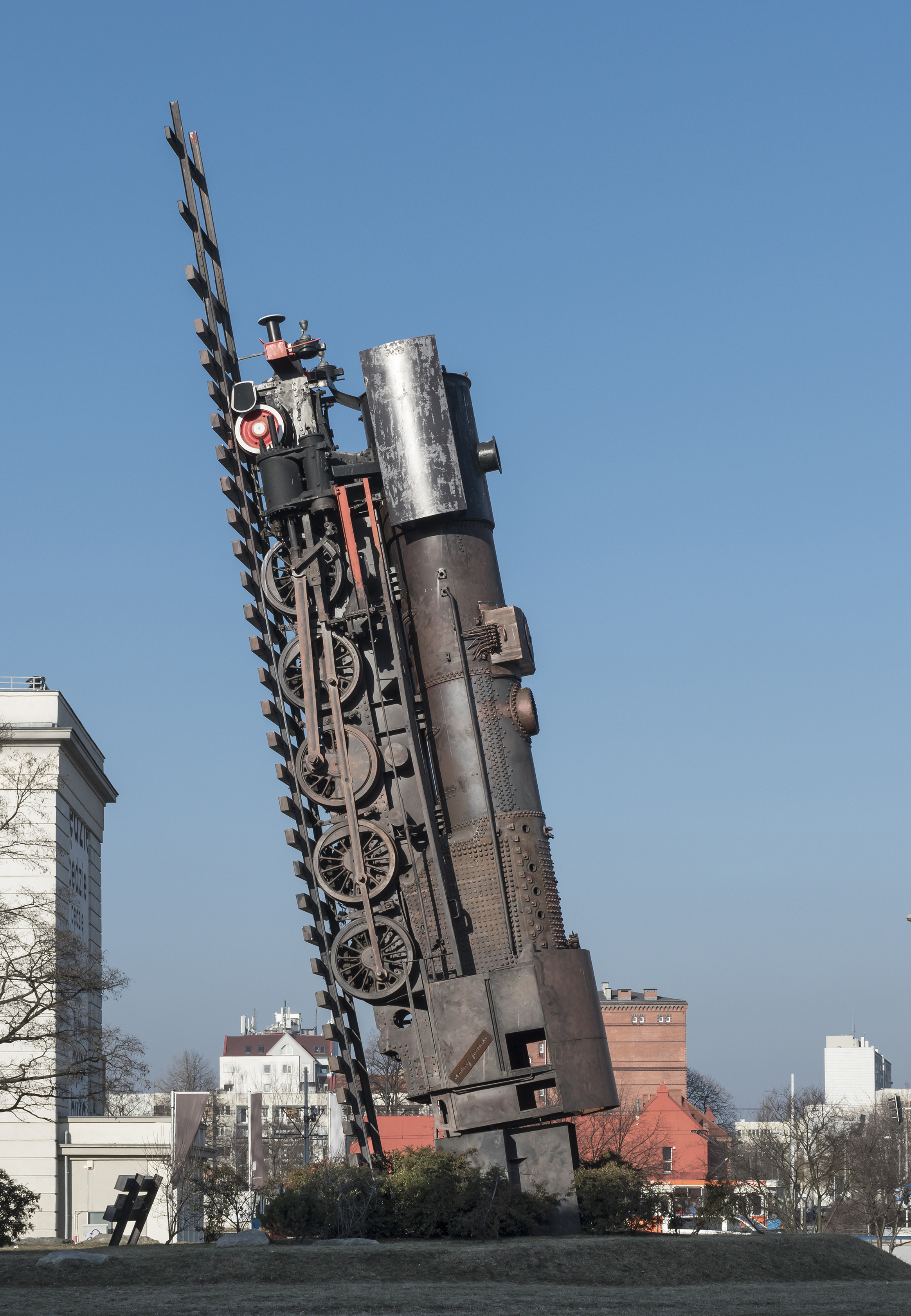
«Потяг до неба»

## Прилеглі місця
- Гміна Черниця
- Гміна Длуґоленка
- Гміна Конти-Вроцлавські
- Гміна Кобежиці
- Гміна Менкіня
- Гміна Оборники-Шльонські
- Гміна Сехниці
- Гміна Вишня-Мала

#### Англійською
- Davies, Norman (2002). Microcosm: Portrait of a Central European City. London: Jonathan Cape. ISBN 978-0-224-06243-5.
- Till van Rahden,  Jews and Other Germans: Civil Society, Religious Diversity, and Urban Politics in Breslau, 1860—1925 (2008. Madison, WI: The University of Wisconsin Press [Архівовано 7 вересня 2020 у Wayback Machine.]
- Gregor Thum, Uprooted. How Breslau Became Wrocław During the Century of Expulsions (2011. Princeton: Princeton University Press [Архівовано 1 квітня 2017 у Wayback Machine.]
- Strauchold, Grzegorz; Eysymontt, Rafał (2016). Wrocław/Breslau. Historical-Topographical Atlas of Silesian Towns. Т. Volume 5. Marburg: Herder Institute for Historical Research on East Central Europe. ISBN 978-3-87969-411-2. {{cite book}}: |volume= має зайвий текст (довідка)

#### Польською
- Harasimowicz, Jan; Suleja, Włodzimierz (2006). Encyklopedia Wrocławia. Wrocław: Wydawnictwo Dolnośląskie. ISBN 978-83-7384-561-9.
- Kulak, Teresa (2006). Wrocław. Przewodnik historyczny (A to Polska właśnie). Wrocław: Wydawnictwo Dolnośląskie. ISBN 978-83-7384-472-8.
- Gregor Thum, Obce miasto: Wrocław 1945 i potem, Wrocław: Via Nova, 2006

#### Німецькою
- Scheuermann, Gerhard (1994). Das Breslau-Lexikon (2 vols.). Dülmen: Laumann n. BidVerlagsgesellschaft. ISBN 978-3-89960-132-9.
- van Rahden, Till (2000). Judenbiskupln nund andere Breslauer: Die Beziehungen zwischen Juden, Protestanten und Katholiken in einer deutschen Großstadt von 1860 bis 1925. Göttingen: Vandenhoeck & Ruprecht. ISBN 978-3-525-35732-3.
- Thum, Gregor (2002). Die fremde Stadt: Breslau 1945. Berlin: Siedler. ISBN 978-3-88680-795-6.
- Weczerka, Hugo (2003). Handbuch der historischen Stätten: Schlesien. Stuttgart: Alfred Kröner Verlag. ISBN 978-3-520-31602-8.